# História do Clube de Regatas do Flamengo
A História da Clube de Regatas do Flamengo, uma agremiação poliesportiva brasileira de destaque, possuindo outras modalidades além do futebol que também se tornaram referência nacional, começa em 1895 fundado para disputas de remo na Cidade do Rio de Janeiro.

## A Fundação para a disputa de Remo

### O início
Em fins do século XIX, o remo dominava o Rio de Janeiro. O futebol começava a aparecer em alguns clubes, mas ainda era olhado com certo temor, pois não estava sendo recebido com entusiasmo pela sociedade carioca. Entretanto, como era o remo quem mandava, as competições movimentavam as manhãs no Rio e não havia praia que não tivesse o seu grupo de regatas. A turma da praia do Flamengo não acompanhava o resto dos rapazes, preferindo os passeios de barco pela baía e o bate-papo no Café Lamas, o já famoso restaurante do Largo do Machado.
Entretanto, a ideia de se formar um grupo na praia mais movimentada do Rio começava a nascer e numa noite de setembro de 1895, José Agostinho Pereira da Cunha perguntou a Nestor de Barros, Mário Spíndola e Augusto Lopes da Silveira o que achavam em de se fundar um clube de remo. Eles concordaram com a ideia, a notícia correu logo pelo Largo do Machado e as adesões surgiram na primeira noite. Entretanto, para se tornar um clube de regatas, havia necessidades de um barco, naturalmente.
Havia uma baleeira a cinco remos, meio gasta, que poderiam comprar. E nada mais justo do que os que tivessem dinheiro fossem os primeiros a colaborar e, assim, Mário Spíndola, Felisberto Laport, Nestor de Barros, José Félix da Cunha Meneses e José Agostinho Pereira da Cunha contribuíram com quatrocentos mil réis, o suficiente para a compra da veterana embarcação, que teria que passar por uma reforma completa para ser o barco oficial do novo grupo que se formava.
Pherusa foi o nome dado ao barco e, para os devidos reparos, alguém indicou um armador de Maria Angu. Serviço perfeito por duzentos e cinqüenta mil réis e, mais uma vez, o pessoal que podia colaborar, colaborou. A manhã do dia 6 de outubro foi uma festa, pois era a data marcada para apanhar a ambicionada Pherusa.
Um bom grupo foi formado para ir buscar o barco: Nestor de Barros, José Félix, José Agostinho, Mário Spíndola, Felisberto Laport, Napoleão de Oliveira, Maurício Rodrigues Pereira e Joaquim Bahia partiram felizes e mais felizes ficaram ao contemplar Pherusa, novinha em folha, a balançar-se no mar.
Depois do meio-dia saíram orgulhosos da Ponta do Caju já na embarcação. Mário Spíndola dirigia o barco e apesar do tempo feio, nada tirava a empolgação dos rapazes. Entretanto, começou a ventar e a chover e, para tristeza de todos, a Pherusa não conseguia resistir e acabou naufragando. O medo tomou conta dos tripulantes e cada um procurava se manter de qualquer maneira seguro ao que ainda restava do barco. Bahia resolveu nadar até a praia em busca de ajuda, pois era um excelente nadador e o única capaz de tal tarefa.
Bahia sumiu, o vento parou, assim como a chuva e, de repente, uma lancha vinda da Penha viu o sinal de Mário Spíndola – uma bandeira branca – e veio buscar os náufragos. Os tripulantes da lancha Leal salvaram todos e rebocaram a pobre Pherusa, totalmente destroçada.
Entretanto, o barco pouco importava, queriam saber de Bahia. Felizmente, Bahia era um bom nadador mesmo e, depois de quatro horas de luta, conseguir chegar à praia, feliz por lá encontrar os seus companheiros. A recuperação de Pherusa foi mais uma vez iniciada, mas quando o barco já estava sendo preparado para novas batalhas, foi roubado e nunca mais foi encontrado. Ficou de Pherusa apenas a lembrança e o desejo de todos em fundar realmente um grupo de regatas.

### A fundação
Um novo barco foi comprado e recebeu o nome de "Scyra". Na noite de 17 de novembro de 1895, muita gente estava em um dos corredores da casa número 22 da Praia do Flamengo, onde Nestor de Barros morava num dos quartos. Lá, há muito tempo, já haviam abrigado "Pherusa", e agora guardavam "Scyra". A reunião teve por objetivo a fundação do Grupo de Regatas do Flamengo. Naquela mesma noite foi eleita a primeira diretoria:
- Domingos Marques de Azevedo; presidente
- Francisco Lucci Colas; vice-presidente
- Nestor de Barros; secretário
- Felisberto Cardoso Laport; tesoureiro

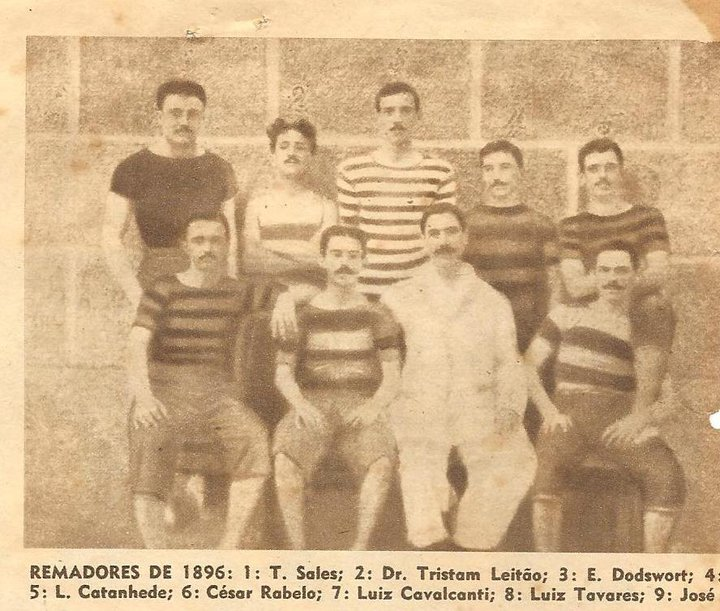
Integrantes da equipe de remo do Flamengo em 1896.

Além dos eleitos, foram destacados como sócios-fundadores, José Agostinho Pereira da Cunha, Napoleão Coelho de Oliveira, Mário Espínola, José Maria Leitão da Cunha, Carlos Sardinha, Maurício Rodrigues Pereira, Desidério Guimarães, Eduardo Sardinha, Emido José Barbosa, José Félix Cunha Meneses, George Leuzinger, Augusto Lopes da Silveira, João de Almeida Lustosa e José Augusto Chairéo, sendo que os três últimos faltaram à reunião, mas foram considerados sócios-fundadores. Na oportunidade ficou estabelecido que a data oficial da fundação do clube seria 15 de novembro, feriado nacional.
As cores iniciais foram azul e ouro em listras horizontais bem largas, entretanto, em 23 de novembro de 1896, por proposta de Nestor de Barros, houve mudança para as atuais: vermelho e preto.
Novos barcos foram sendo comprados e o Mengo começou a destacar-se nas competições. Na I Regata do Campeonato Náutico do Brasil, no dia 5 de junho de 1898, conquistou a sua primeira vitória, com "Irerê", uma baleeira a dois remos. Anteriormente o Flamengo só havia obtido colocações secundárias e muitos segundos lugares, o que lhe valeu, inclusive, o apelido de "Clube de Bronze". Em 1902, diante de seu crescimento, houve a transformação para Clube de Regatas do Flamengo.
Uma curiosidade na história do Clube de Regatas do Flamengo  é que seus atletas já haviam se arriscado a praticar o futebol. No dia 25 de outubro de 1903, antes da fundação do departamento de futebol do Flamengo, os remadores flamenguistas se reuniram com os colegas de esporte do Botafogo para a disputa de um amistoso.

## Futebol
O Futebol do Clube de Regatas do Flamengo é o departamento de futebol do Clube de Regatas do Flamengo, sendo o mais tradicional e conhecido departamento deste clube.

### O início
A partir de 1902 o remo passou a dividir com o futebol a preferência popular. Assim, os associados do Flamengo tornaram-se sócios também do Fluminense para acompanhar o futebol, e os do clube das Laranjeiras vieram para o rubro-negro a fim de acompanhar as regatas. Alberto Borgerth representava bem o exemplo, pois pela manhã remava pelo Fla e à tarde jogava pelo seu clube, o Fluminense.
Entretanto, em 1911, houve a cisão no Flu e muitos jogadores do tricolor vieram para o Rubro-negro, resolvendo em assembleia do dia 8 de novembro de 1911 fundar um departamento de esportes terrestres, com Alberto Borgerth na direção. A briga entre Oswaldo Gomes e muitos dos jogadores do primeiro quadro do Fluminense foi a razão da discórdia. Originalmente pensou-se em uma simples adesão ao Botafogo, mas como o alvinegro, na época, era o grande rival do Tricolor Carioca, a ideia foi logo descartada. Em seguida consideraram a ideia de reforçar o já estabelecido Paissandu, mas também foi vetado, uma vez que o clube era composto exclusivamente de ingleses. Finalmente, surgiu a ideia de Borgerth, de se criar uma seção de futebol no Flamengo. A proposta foi aprovada e consagrada na assembleia do clube, realizada no dia 8.

Bandeira da Alemanha usada até 1918. Por conta da oposição brasileira ao Império Alemão na Primeira Guerra Mundial, o Flamengo deixou de usar a camisa cobra coral, que lembrava a bandeira do "inimigo"

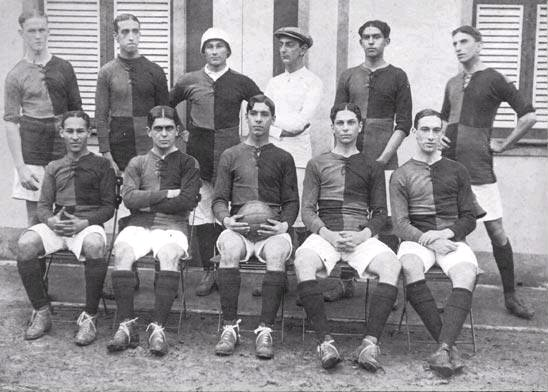
A equipe do Flamengo em 1912 antes de disputar a partida contra o Paissandu

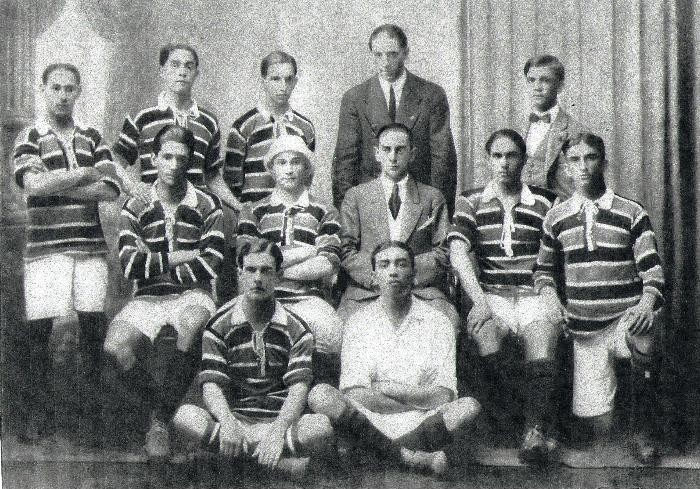
A equipe do Flamengo campeã do Campeonato Carioca de 1914

### 1912 a 1933: da primeira partida ao fim do amadorismo
Na Praia do Russel foram feitos os primeiros treinos e no dia 3 de maio de 1912, já devidamente filiado à Liga Metropolitana de Desportos Terrestres, a esquadra realizou sua primeira partida. Foi no campo do América e os rubro-negros venceram o Mangueira por 16 a 2, embora algumas fontes digam 15 a 2, sendo que o juiz foi o consagrado Belfort Duarte. O quadro do rubro-negro formou com Baena; Píndaro e Nery; Coriol, Gilberto e Galo; Baiano, Arnaldo, Amarante, Gustavo e Borgerth.
Já em 1912, o Mengão conquistou seu primeiro título no futebol, o Campeonato Carioca de Futebol do 2.º Quadro. O primeiro uniforme foi chamado de "papagaio de vintém", mas em 1914 o clube adotou a camisa cobra coral (que só durou até 1916) e venceu seu primeiro Campeonato Carioca e o segundo no ano seguinte.
Em 1921 o Fla conquistou o seu segundo bicampeonato carioca, e em 1925 conquistou seis títulos no futebol profissional (Campeonato Carioca, Campeonato Carioca de 2º Quadro, Troféu Torre Sport Club-PE, Troféu Agência Hudson-PE, Troféu Jornal do Comércio de Pernambuco-PE e Troféu Sérgio de Loreto-PE), um recorde até então. Em 1927, foi eleito o "clube mais querido do Brasil", levando a Taça Salutaris, vencendo o Vasco da Gama em um concurso do Jornal do Brasil. Em 1930, porém, o Flamengo teve seu pior aproveitamento em um ano no futebol. Em 1933 a equipe fez sua primeira excursão para fora do Brasil e no dia 14 de maio do mesmo ano fez seu último jogo como amador, vencendo o River por 16 a 2. Em 1934, o Flamengo conquistou o Torneio Extra.

### 1934 a 1955: do começo profissional ao segundo tricampeonato
Com a eleição do presidente José Bastos Padilha em 1934, o clube conseguiu melhorar a parte social, cresceu em popularidade, e em 1936, vieram jogadores como Domingos da Guia e Leônidas da Silva (que tornaria-se o primeiro maior artilheiro de uma Copa pela seleção canarinho, na Copa do Mundo FIFA de 1938, quando era jogador do Flamengo). O ano de 1937 teve uma novidade no futebol rubro-negro, que foi a vinda do treinador Dori Kruschner, o qual implantou um novo esquema de jogo conhecido por WM e o treino sem bola. Outra novidade foi a inclusão do segundo uniforme, com o objetivo de facilitar a visão dos jogadores em partidas noturnas, já que a iluminação não era a ideal. Neste mesmo ano aconteceu a unificação dos campeonatos cariocas com a criação da Liga Carioca de Football, todos os clubes já haviam implantado o profissionalismo. Em 1939, depois de 12 anos de jejum, o Mais Querido voltou a conquistar o Campeonato Carioca com a equipe que serviria de base para o tricampeonato estadual na década de 40.
Em 1940, o Flamengo liderava o Torneio Rio-São Paulo ao lado do Fluminense. A CBD (Confederação Brasileira de Desportos) deu o torneio como inacabado, sem nenhum clube ter se sagrado campeão, conforme publicado pelos jornais Jornal do Brasil (RJ), O Estado de São Paulo e Folha de S.Paulo (SP), e pelos Boletins da CBD (antecessora da atual CBF). No ano de 1941, o Flamengo disputou a sua primeira competição internacional, o Torneio Hexagonal da Argentina. Em 1942 foi fundada a primeira torcida organizada do Brasil, a Charanga Rubro-Negra, em 1943, venceu o Torneio Relâmpago do Rio de Janeiro e em 1944, o Flamengo conquistou seu primeiro tricampeonato carioca (1942–43–44). O principal fato em 1946 foi a fratura do jogador Zizinho, um dos grandes craques brasileiros da época e revelado pelo próprio Flamengo, que desfalcou a equipe por seis meses, fazendo-a perder muita qualidade em campo. Zizinho foi vendido em 1950 para o Bangu, considerado um dos piores negócios da história do Mengo. Em 1949, o Flamengo conquistou seu primeiro título internacional ao vencer o Troféu Embaixada Brasileira da Guatemala e o Troféu Comitê Olímpico Nacional da Guatemala, ambos sobre a Seleção Guatemala. Na década de cinquenta, o Flamengo colecionou mais torneios internacionais, como por exemplo o Torneio Internacional de Lima, no Peru (1952), o Troféu Juan Domingo Perón, na Argentina (1953), o Torneio Internacional do Rio de Janeiro (1954), e o Torneio Gilberto Cardoso, no Rio de Janeiro, em (1955).[carece de fontes?] Ainda no ano 1955, o Mengão conquistou seu segundo tricampeonato carioca.

### 1956 a 1973: dos anos dourados à véspera da glória
Em 1956, conquistou mais um torneio de grande importância, a Taça dos Campeões Estaduais, sobre o Santos ao vencer por 2 a 1.[carece de fontes?] No ano de 1957 conquistou o Torneio Internacional do Morumbi, realizado pelo São Paulo para celebrar a inauguração do Estádio do Morumbi, foram convidadas grandes equipes do futebol internacional como por exemplo Lazio, Sevilla, Dinamo Zagreb e Belenenses. Em 1961, o Flamengo conquistou o Torneio Internacional de Verão do Uruguai, disputado nas cidades do Rio de Janeiro, São Paulo, Buenos Aires e Montevidéu. O torneio contou além do Flamengo com o Vasco da Gama, os paulistas Corinthians e São Paulo, os argentinos River Plate e Boca Juniors e os uruguaios Nacional e Cerro. Naquele ano, o Flamengo também conquistou o Torneio Rio-São Paulo, que na época era um título que valia muito mais que a simples rivalidade entre paulistas e cariocas. Na primeira fase, no Grupo B (que só tinha equipes do Rio de Janeiro), se classificou ao lado de Botafogo e Vasco da Gama. Na segunda fase, não perdeu nenhuma partida se quer, e no dia 23 de abril, venceu o Corinthians por 2 a 0, gols de Joel e Dida, ficando com o título da competição.[carece de fontes?] Em 1962, excursando pela Europa, a equipe carioca venceu um amistoso contra o Barcelona por 2 a 0, com  dois gols de Dida em pleno Camp Nou. Após o tricampeonato estadual em 1955, o título seguinte só foi conquistado em 1963 e o posterior em 1965. Em 1964,  a equipe rubro negra conquistou o tradicional Troféu Naranja, sobre o Valencia. Também no ano de 1964, o Flamengo participou pela primeira vez da Taça Brasil, a primeira versão do Campeonato Brasileiro. Chegou a final ao eliminar o Ceará nas semifinais. Mas na final, perdeu para o Santos de Pelé. Em 1967, o Flamengo venceu o Barcelona por 1 a 0 pelas semifinais do Troféu Ibérico. Porém, a equipe do Rio de Janeiro perdeu na final para o Sporting de Portugal. No final de 1968, Garrincha foi contratado e já começou a jogar pelo Flamengo, mas a expectativa de que ele pudesse jogar a temporada seguinte inteira não deu certo. Fez sua última partida pelo rubro-negro em 12 de abril de 1969, com 20 jogos e 4 gols marcados. O maior legado do clube na década de 1970 foi revelar ao mundo do futebol a equipe mais vitoriosa do Flamengo. Foi nesse período que craques como Zico, Júnior, Leandro, Andrade e outros tão importantes quanto, subiram para a equipe profissional do Flamengo. Em 1970, o clube conquistou sua primeira Taça Guanabara (1º turno do campeonato estadual). Nos primeiros cinco meses de 1971, a situação do Flamengo não foi nada boa, sob o comando de Yustrich, em 28 jogos só venceu 8. Em 1972 venceu novamente a Taça Guanabara e o Campeonato Carioca,[carece de fontes?] Também em 1972, o Flamengo conquistou o Torneio do Povo. O Torneio reunia os clubes com as maiores torcidas de seus respectivos estados no País. O torneio contou além do Flamengo com Corinthians, Atlético-MG, Internacional e Bahia. O torneio não foi um torneio oficial da CBD, foi idealizado pelo Atlético-MG e organizado pelos próprios clubes participantes. Porém, foi muito repercutido pela imprensa, pois foi disputado pelos clubes de maior torcida do país.

### 1974 a 1983: A "era Zico" e o período áureo
Em 1974, Zico firmou-se de vez como titular do time do Flamengo, iniciando a chamada "era Zico", e o clube venceu o campeonato estadual neste mesmo ano. Em 1975, o Flamengo conquistou a Taça José João Altafini "Mazolla" sobre a Juventus da Itália. A equipe carioca venceu por 2 a 1, os gols do rubro negro foram marcados por Doval e Zico.
Em 1978, o rubro negro, conquistou o Troféu Cidade de Palma de Mallorca, sobre o Real Madrid. Mesmo desfalcado de Zico, o Flamengo dominou os espanhóis abrindo 2 a 0 (Cláudio Adão e Cléber). Poderia ter sido mais se o árbitro não tivesse, por exemplo, marcado impedimento inexistente do jogador do Flamengo. De pênalti também inexistente, Aguilar descontou para a equipe madrilenha. O arbitro espanhol, expulsou três jogadores do Flamengo, porém, mesmo com oito em campo o Flamengo conquistou a vitória e se sagrou campeão. Ainda naquele ano, a equipe começou a construir um recorde que permanece imbatível até os dias de hoje. No dia 27 de maio de 1979, com a vitória por 2 a 1 sobre Campo Grande, o Flamengo alcançaria a marca de 52 jogos sem derrota, logrando assim o recorde nacional de invencibilidade (empatado com o Botafogo).
Esta marca começou a ser estabelecida na partida contra o America, vencida por 2 a 1 no dia 21 de outubro, ainda durante o Campeonato Carioca de 1978. Renato Sá, jogando pelo Botafogo, foi o jogador que fez o gol que acabaria com a invencibilidade do Flamengo. Ele foi o mesmo que fez o gol que acabou com a invencibilidade do Botafogo – então jogando pelo Grêmio. Uma partida histórica nesta série foi a vitória de 5 a 1 sobre o Atlético Mineiro, no amistoso que marcou a participação de Pelé jogando com a camisa rubro-negra. Foram cerca de 140 mil torcedores presentes ao maior do mundo para assistir ao consagrado Rei do Futebol, Pelé, jogar ao lado do Rei da Gávea, Zico. Uma noite histórica, em que o grande nome foi o atacante Júlio César, que havia dividido quarto com Pelé na noite anterior. Já com 39 anos, Pelé teve uma boa atuação, apesar de não ter marcado nenhum gol. Tabelou com Zico, fazendo lembrar sua grande dupla com Coutinho, no Santos. Zico marcou três gols. Em 1979, o Flamengo conquistou mais um torneio tradicional da Espanha, o Troféu Ramón de Carranza, que contou além do Flamengo com o Barcelona e o anfitrião Cádiz, ambos da Espanha e o Újpest, da Hungria. Nas semifinais, o Flamengo eliminou o Barcelona. Júlio César e Zico marcaram no primeiro tempo. Esteban diminuiu para a equipe catalã e deu números finais a partida 2 a 1. Na final, o rubro negro venceu o Újpest por 2 a 0 com dois gols de Zico. Ainda na década de 70, o clube conquistou o tricampeonato estadual em 1978–79–79 (especial), sendo dois deles sobre o rival Vasco da Gama.
Embora já possuísse a maior torcida do Brasil, o rubro-negro só conquistou seu primeiro título em nível nacional em 1980, quando venceu o Campeonato Brasileiro. O Flamengo colocou a disputa do Campeonato Brasileiro daquele ano como o principal objetivo da temporada. O time se preparou como nunca e fez uma boa primeira fase, sofrendo apenas uma derrota. Nas fases seguintes, o time não perdeu nenhum jogo, até a final. Nas semifinais o adversário era o Coritiba, e o time carioca venceu o primeiro jogo por 2 a 0 e o segundo por 4 a 3, assegurando vaga na final, onde enfrentaria o Atlético Mineiro. No primeiro jogo, no Mineirão, o Galo venceu por 1 a 0, gol do artilheiro Reinaldo. Na volta, no Maracanã com mais de 150 mil pessoas,  uma partida tensa, provocante e muito disputada. Nunes abriu o placar para o Flamengo aos 7 minutos, mas Reinaldo empatou logo em seguida. Zico deixou o rubro-negro em vantagem no final do primeiro tempo, mas Reinaldo empatou de novo aos 21 minutos da segunda etapa. Porém, Reinaldo foi expulso e o Flamengo cresceu na partida, o Atlético foi presa fácil para o Flamengo, que marcou o terceiro, com Nunes, decretando o primeiro título nacional para o rubro-negro, que tinha melhor campanha, por isso, mesmo com a igualdade na soma dos resultados, o caneco ficou com Zico e companhia. Era a primeira grande conquista daquela geração e o passaporte para o Flamengo disputar pela primeira vez em sua história a Copa Libertadores da América. Porém, ainda no ano de 1980, o Flamengo acumulou troféus pela Espanha conquistando o bicampeonato consecutivo do Troféu Ramón de Carranza (sobre o Betis), o Troféu de Santander (sobre o Levski Sofia) e o Troféu Príncipe Felipe de Astúrias (sobre o Real Sociedad, que naquele ano, meses mais tarde, seria bicampeão espanhol).

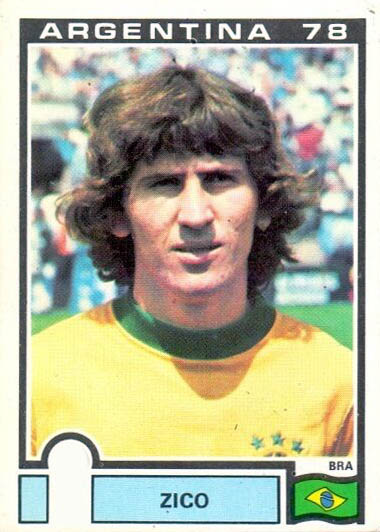
Zico, o maior jogador da história do clube. Líder da geração dos anos 70 e 80.

Em 1981, durante a sua preparação para a disputa de sua primeira Copa Libertadores, o Flamengo excursou novamente terras estrangeiras. Conquistou a Copa Punta del Este no Uruguai (sobre Grêmio, Peñarol e a Seleção da Cidade de Maldonado) e o Torneio Internacional de Nápoles na Itália (sobre Napoli, Avellino e Linfield).Na Libertadores, Flamengo e Atlético-MG se reencontraram na fase de grupos. Porém, os dois jogos terminaram empatados em 2 a 2. O rubro-negro empatou outros dois jogos e venceu dois, ficando empatado com o Atlético em número de pontos. Sendo assim, houve um jogo desempate para se saber quem iria para a semifinais. A partida desempate foi no Serra Dourada, em Goiânia, e houve novo empate (0 a 0), porém, o time carioca foi declarado vencedor, já que o Atlético-MG teve 5 jogadores expulsos. As semifinais da competição na época eram em formato de dois grupos de três times cada, com o melhor de cada grupo avançando até a final. O Flamengo enfrentou o Deportivo Cali, da Colômbia e o Jorge Wilstermann da Bolívia. E foi bem fácil: quatro vitórias em quatro jogos, e passaporte para a final, contra os Chilenos do Cobreloa.
Na final, o Flamengo enfrentou a catimba chilena na decisão de sua primeira Libertadores. No primeiro jogo, no Maracanã, vitória por 2 a 1, com dois gols de Zico. Na volta, em Santiago, o time sofreu com a pressão do adversário dentro e fora de campo e acabou perdendo por 1 a 0. Foi a única derrota da equipe naquela competição. Como naquela época não havia critérios de desempate como gol fora, uma nova partida foi marcada, em Montevidéu, no Uruguai.
No Uruguai, o Flamengo não teria pela frente a pressão que havia sido lhe imposto no Chile. Com paciência e muito toque de bola o time carioca venceu por 2 a 0, com dois gols de Zico. Faltando pouco para o final do jogo e com a partida sobre controle, o técnico Cláudio Coutinho colocou em campo o desconhecido atacante Anselmo com uma única missão: acertar, sem dó, o zagueiro do Cobreloa Mario Soto, que tinha agredido Adílio e Lico na partida de Santiago. Anselmo deu um baita soco em Soto. O Flamengo, com técnica, habilidade e muita raça conquistava a América. Em lista divulgada pela Confederação Sul-Americana de Futebol em 2015, o clube registrou um público somado de 516 382 espectadores nos seis jogos que disputou no Maracanã na Libertadores de 1981, sendo este o maior público já registrado em uma única edição do torneio.
O título da Copa Libertadores de 1981 o credenciou a disputar a Copa Intercontinental (competição que teve seu status de mundial reconhecido pela FIFA em outubro de 2017) no mesmo ano, onde enfrentaria o Liverpool da Inglaterra, em Tóquio. Antes da decisão do título mundial, o até então treinador do Flamengo, Cláudio Coutinho, morreu afogado enquanto praticava mergulho nas Ilhas Cagarras. O escolhido para substituir Cláudio Coutinho e levar o mais querido ao topo do mundo foi Paulo César Carpegiani, ex-jogador do clube. Diante de 62 mil pessoas no Estádio Olímpico de Tóquio, o time brasileiro deu um baile como nunca antes Tóquio havia visto e aplicou sonoros 3 a 0 apenas no primeiro tempo, com dois gols de Nunes e um de Adílio. No segundo tempo, o Flamengo apenas rolou a bola até o apito final, desfilando sua habilidade perante os atônitos ingleses, a equipe rubro negra chegava ao topo do mundo. Zico ganhou o prêmio de melhor jogador da decisão. O Flamengo é o único clube carioca campeão mundial reconhecido pela FIFA. Outro feito foi estabelecido naquele ano: no Campeonato Carioca a equipe conseguiu devolver a goleada de 6 a 0 imposta pelo Botafogo no dia do aniversário do Flamengo, em 1972.
Em 1982, o Flamengo novamente queria o Campeonato Brasileiro. Depois de passar facilmente na primeira fase, o time carioca avançou até as quartas de final. O rival foi o Santos, e o rubro-negro venceu por 2 a 1 o primeiro jogo e empatou em 1 a 1 o segundo, garantindo vaga nas semifinais. O adversário foi o Guarani, derrotado duas vezes: 2 a 1 e 3 a 2. Vaga na final contra o então campeão brasileiro, o Grêmio.
O Grêmio era um adversário duríssimo, no primeiro jogo, no Maracanã, empate em 1 a 1. A decisão seria no caldeirão do Olímpico, em Porto Alegre. Porém a partida terminou novamente empatada, dessa vez em 0 a 0. O jogo seguinte também seria no Olímpico. O Flamengo teria que vencer caso quisesse ser campeão brasileiro pela segunda vez. E com um gol de Nunes, sempre ele, no começo do primeiro tempo, o Flamengo conquistou o bicampeonato brasileiro, de novo fora de casa. Zico foi o artilheiro da competição com 21 gols e se consolidava como maior craque do país. Era mais um caneco na galeria, e dose extra de entusiasmo para disputar a Libertadores. Porém, o Flamengo foi eliminado junto com o River Plate nas semifinais de grupo pelo Peñarol. A equipe uruguaia chegou a final, onde foi campeã pela quarta vez ao vencer o Cobreloa.
Em 1983, o Flamengo era o adversário a ser batido no Campeonato Brasileiro. Depois de caminhar sem sustos na primeira fase, o time encontrou o rival Vasco nas quartas de final. O Flamengo venceu por 2 a 1 no primeiro jogo e empatou em 1 a 1 no segundo. Nas semifinais, confronto rubro-negro contra o Atlético-PR, com vitória por 3 a 0 no primeiro jogo e derrota por 2 a 0 no segundo, que não foi suficiente para eliminar o Flamengo, que se garantiu na final, contra o Santos.

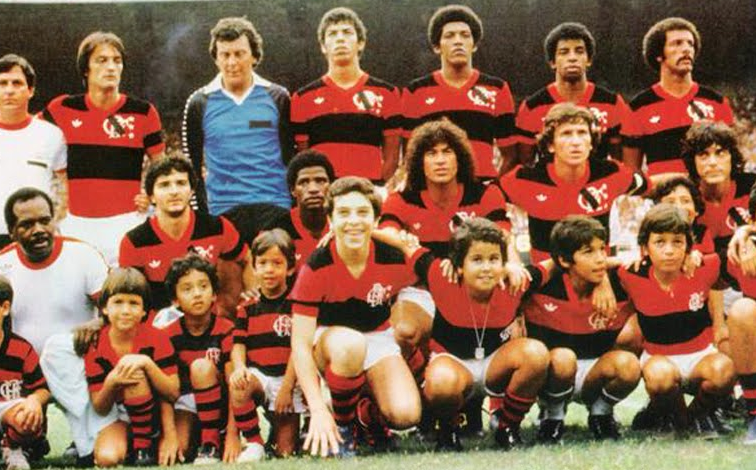
O histórico elenco dos anos 80.

O Santos voltava a final do Campeonato Brasileiro depois de 15 anos. Em 1968, a equipe da Vila havia vencido a final do Torneio Roberto Gomes Pedrosa sobre o Internacional, que anos mais tarde, em 2010, seria reconhecido pela CBF como uma edição do Campeonato Brasileiro.  No primeiro jogo, no Morumbi, o Santos venceu por 2 a 1. Na volta, um recorde que dificilmente será quebrado: 155.253 torcedores entupiram o Maracanã para ver a turma de Zico dar show. É o maior público registrado em uma só partida na história do Campeonato Brasileiro. Precisando da vitória, o rubro-negro fez 3 a 0, gols de Zico, Leandro e Adílio. O Flamengo era tricampeão brasileiro. Era a consagração final de Zico, Leandro, Adílio, Júnior e outros tantos craques. Neste mesmo ano, Zico deixou o clube para ir jogar na Udinese, da Itália. Depois do tricampeonato nacional, o Flamengo viajou para Milão, onde disputou o Mundialito de Clubes. Disputado em sistema de pontos corridos, o rubro negro ficou com o vice campeonato depois de duas vitórias (contra Internazionale 2 a 1 e Peñarol 2 a 0) um empate (Milan 1 a 1)  e uma derrota (Juventus 2 a 1). A Juventus se sagrou campeã por conquistar um ponto a mais que o time brasileiro. Todas as partidas foram realizadas no Estádio San Siro.

### 1984 a 1992: Volta de Zico, eterna polêmica da Copa União e novos títulos nacionais

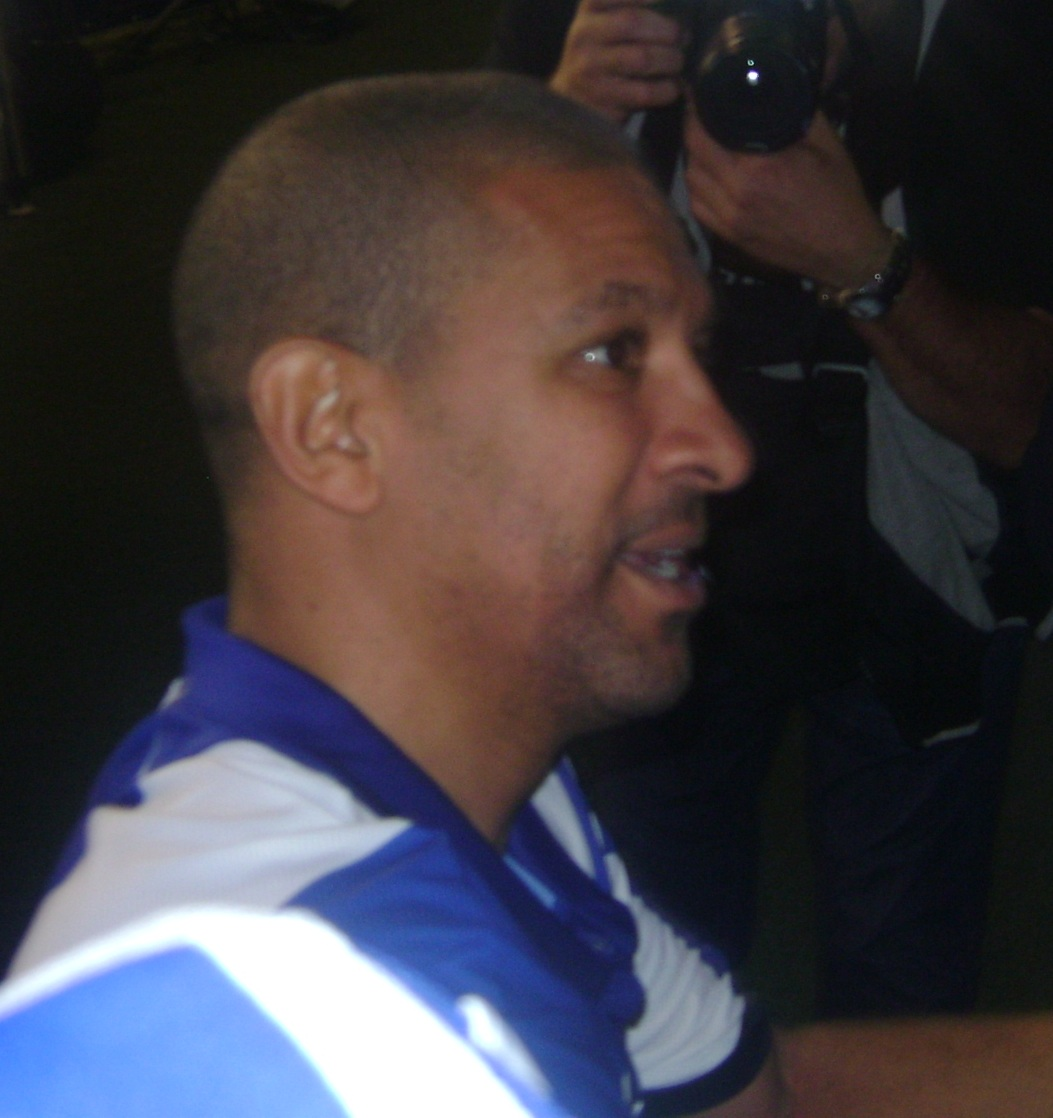
Djalminha jogou no Flamengo entre 1989 e 1993.

Mesmo sem Zico, o Flamengo foi longe na Copa Libertadores de 1984, chegou as semifinais de grupo, onde foi eliminado ao lado do Universidad de Los Andes, da Venezuela, pelo Grêmio. Na final, o Independiente, da Argentina despachou os gremistas e conquistou o sétimo título da Libertadores de sua história. Dois anos depois de deixar o rubro negro, Zico voltou ao clube e em 1986 conquistou seu último Campeonato Carioca. Neste ano ele participou de poucas partidas, já que em 1985 numa partida do Estadual contra o Bangu ele foi vítima de uma entrada violenta do jogador Márcio Nunes, ficando sem jogar por muito tempo devido ao longo período de recuperação da cirurgia. Porém, na partida inaugural do Estadual seguinte, marcou três dos quatro gols do Flamengo na vitória de 4 a 1 sobre o rivalFluminense. Ainda em 1986, o Flamengo conquistou o bicampeonato do tradicional Troféu Naranja sobre o Valencia e o Troféu Centenário de Fundação do Linfield Football Club.
Em 1987, a CBF, passava por uma grave crise financeira e institucional, a entidade encontrava-se incapaz de organizar o campeonato nos mesmos moldes e caso não arrumasse um patrocinador, tentaria uma acordo com os clubes, com as equipes pagando as suas próprias despesas com as viagens ou iria realizar um certame regionalizado. Como resultado, os treze principais clubes do Brasil (os treze mais bem colocados do Ranking da CBF na época – os quatro grandes de São Paulo (Corinthians, Palmeiras, São Paulo e Santos), os quatro grandes do Rio de Janeiro (Flamengo, Vasco da Gama, Fluminense e Botafogo), os dois grandes de Minas Gerais (Atlético Mineiro e Cruzeiro), os dois maiores do Rio Grande do Sul (Internacional e Grêmio) e o Bahia), querendo um campeonato mais rentável e prevendo algo pior, decidiram reagir e criaram uma nova entidade, apelidada de Clube dos 13, para organizar um campeonato próprio. Este torneio recebeu o nome de Copa União (considerado oficialmente o Módulo Verde do Campeonato Brasileiro pela CBF). A CBF, não aceitou que o campeonato formulado pelo Clube dos 13, fosse disputado por apenas treze clubes e por isso, a CBF, incluiu Coritiba, Goiás e Santa Cruz na Copa União/Módulo Verde, o que descontentou o Guarani (que entrou na justiça contra a CBF, pois havia sido vice-campeão brasileiro de 1986, não sendo incluído no Módulo Verde) e o America (que foi quarto colocado em 1986 e que se abdicou de disputar o Módulo Amarelo). Os dirigentes do America ainda disseram que: "Não foi observado o critério técnico para a formulação dos Módulos. A CBF formulou convites. Nós não aceitamos jogar no Módulo Amarelo, que não passa de uma segunda divisão."
Com a bola rolando, o Atlético-MG fez uma primeira fase impressionante. Jogando 15 vezes, não perdeu um jogo sequer. Junto com o Atlético, também conseguiram vaga nas semifinais Flamengo, Cruzeiro e Internacional.
Na semifinal, o invicto Atlético-MG pegou o Flamengo no Maracanã. Impulsionado pela sua gigantesca torcida, o time rubro-negro venceu por 1 a 0, gol de Bebeto. No segundo jogo, com uma grande atuação de Renato Gaúcho e Zico, o time carioca fez 2 a 0. Como jogava pelo empate, o Fla relaxou e permitiu o empate dos mineiros. Quando a torcida se enchia de esperança, Renato Gaúcho, em uma arrancada fenomenal, driblou o goleiro e fez o gol da vitória do Flamengo. Mais uma vez, o Atlético-MG perdia em casa sua classificação. O pior é que o time só perdeu duas vezes na competição, justamente quando não podia, justamente para o Flamengo que novamente ficava entalado na garganta dos atleticanos.
Depois de ter eliminado o bicho-papão da Copa União, o time vinha embalado e subindo de produção. Enfrentaria na grande final o Internacional que havia eliminado o Cruzeiro na semifinal. O primeiro jogo da final foi no Beira-Rio com um público de 62.228 pagantes, o Flamengo saiu na frente com Bebeto, mas o Inter empatou, 1 a 1. No dia 13 de dezembro, a torcida lotou o Maracanã, um dilúvio não impediu que mais de 90 mil pagantes vissem um domínio total do Flamengo. Bebeto fez 1 a 0 logo no início do primeiro tempo, batendo bonito na saída de Taffarel. O Inter não conseguiu reagir em nenhum momento do jogo. A meta de Zé Carlos nunca foi ameaçada. A defesa do Flamengo comportou-se maravilhosamente. A festa estava completa. O Flamengo conquistava a Copa União. Depois da conquista, o Flamengo recebeu o Troféu João Havelange entregue pela CBF, em virtude da conquista do Módulo Verde do Campeonato Brasileiro de 1987 (chamado oficialmente pela CBF de Troféu João Havelange), hoje na sala de troféus no Museu do Flamengo e o troféu Copa União entregue pela Revista Placar que três anos depois seria entregue de presente a Zico em sua despedida dos gramados em 1990. Os dois troféus foram usados na volta olímpica depois da vitória sobre o Internacional. Foi último título nacional sob o comando de Zico.
Em meados de setembro daquele ano - três meses antes da final da Copa União, após saberem da "traição" de Eurico Miranda, Miguel Aidar (presidente do Clube dos 13) declarou que qualquer um dos dezesseis clubes que se sagrasse campeão da Copa União não disputaria o quadrangular. Mesmo assim após o título rubro-negro, foi se realizada uma reunião entre os membros do C13 que por unanimidade decidiram que Flamengo e Internacional não disputasse o cruzamento estabelecido pela CBF entre os dois primeiros dos módulos verde e amarelo, perdendo suas partidas por W.O. Segundo o Clube dos 13, o regulamento foi alterado pela CBF, depois do início bem-sucedido e rentável da Copa União. O Clube dos 13 ainda citou que o acordo com a CBF, era que, o Quadrangular só seria realizado, afim de determinar os representantes brasileiros na Libertadores e não o campeão brasileiro. O Conselho Nacional de Desportos (órgão normativo) se posicionou favoravelmente ao Flamengo e ao Clube dos 13.
Mesmo assim, o Clube dos 13 acabou concordando, antes dos jogos, com o quadrangular, através do seu representante Eurico Miranda, que assinou na CBF um documento em nome da entidade, comprometendo-se a seguir o regulamento da CBF. Eurico Miranda em entrevista a Folha de S.Paulo, disse que tinha assinado um acordo "para que houvesse a competição", e o documento foi assinado em "conjunto com os membros do Clube dos 13" de acordo com o que queria à CBF. Porém, o Clube dos 13 manteve-se firme e não disputou o cruzamento. Segundo eles, Eurico Miranda teria os traído, pois foi contra a vontade dos demais doze representantes do Clube dos 13 que não concordavam com o realização do cruzamento. Anos mais tarde em entrevista ao site Trivela do Grupo UOL, Miguel Aidar disse: "Ele (Eurico Miranda) nos traiu e deu sinal verde para a CBF virar a mesa, mesmo contra a determinação dos outros 12 clubes de não fazer o cruzamento com o Módulo Amarelo.".  O CND (Conselho Nacional de Desportos, um órgão normativo) que na época era a maior instância do futebol brasileiro, declarou em 1988 o Flamengo por maioria de votos, como único campeão brasileiro, exigindo que a CBF homologasse Flamengo e Internacional como campeão e vice daquele ano contrariando o artigo 5º da Resolução nº 16/86 do CND que exigia a unanimidade e não maioria nas votações sobre mudanças no regulamento da CBF. Assim, a CBF, fez prevalecer a sua posição, anterior aos jogos, oficializou o Sport como campeão brasileiro de 1987 e o Guarani como vice-campeão daquele ano. Em 21 de fevereiro de 2011, através da resolução da presidência nº 02/2011 da CBF, oficializou o Flamengo como campeão brasileiro de 1987, ao lado do Sport. No entanto, em junho de 2011, teve que revogar seguindo à decisão da 10ª Vara da Justiça Federal de Primeira Instância da Seção Judiciária de Pernambuco, retornando a reconhecer o Sport como único campeão brasileiro de futebol profissional de 1987. Em 28 de junho de 2012, em manual, a CBF reconheceu o título brasileiro do Flamengo de 1987. Depois ela voltou atrás e disse que, no manual, houve um "erro crasso" onde ela mandou para a gráfica um material desatualizado onde o Flamengo era considerado campeão de 1987 ao lado do Sport. Em 8 de abril de 2014 o Superior Tribunal de Justiça (STJ) confirmou o Sport como o único campeão brasileiro de 1987 após contestação do Flamengo pela decisão na instância inferior.

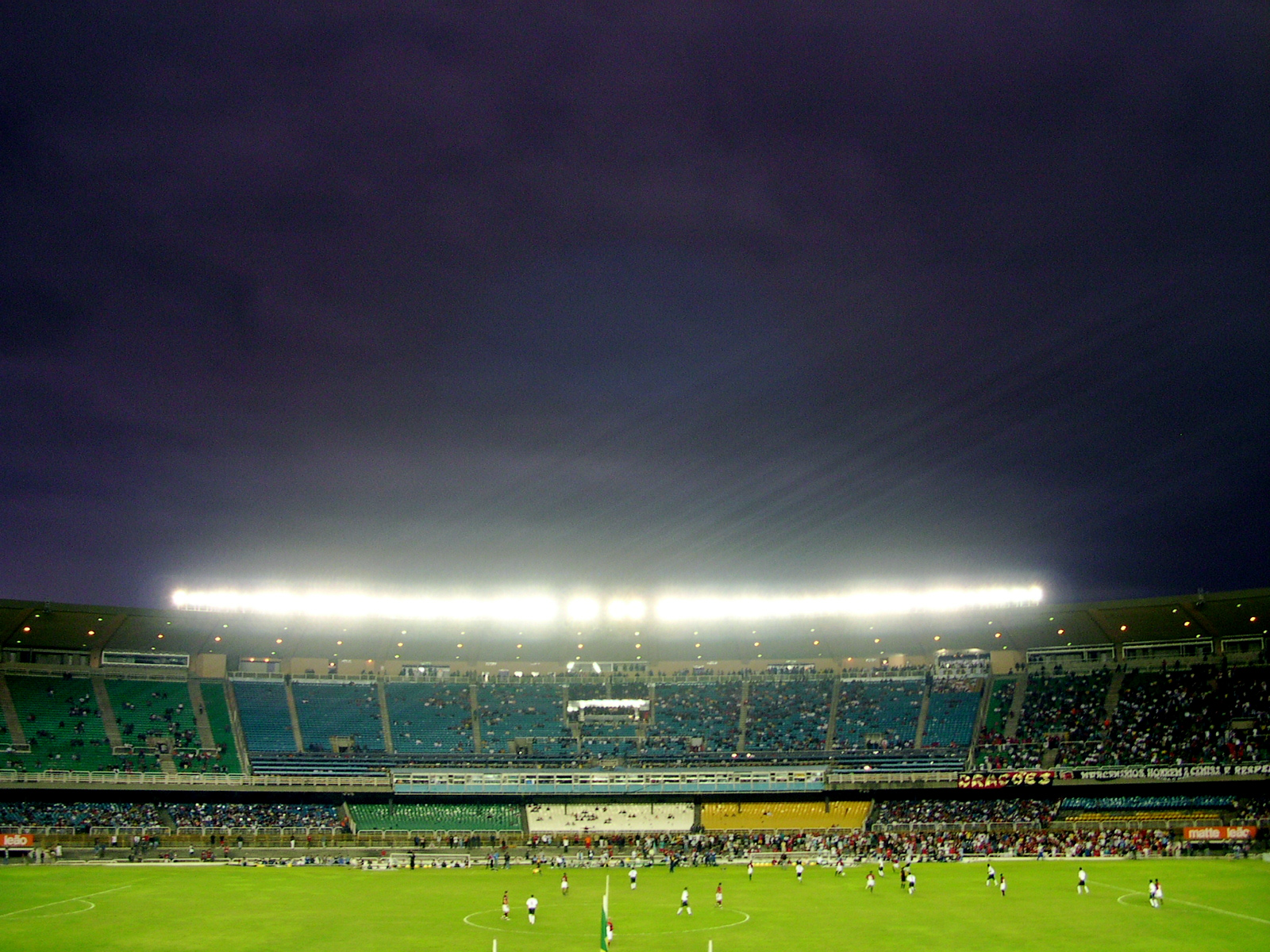
Maracanã em uma partida do Flamengo

A 1ª Turma do Supremo Tribunal Federal (STF) negou, no dia 18 de abril de 2017, o recurso do Flamengo contra a decisão da Corte que garantiu ao Sport Club do Recife o direito de ser o único campeão brasileiro de 1987 reconhecido pela Confederação Brasileira de Futebol (CBF). Confirmando assim o Sport Club do Recife como o único campeão brasileiro de 1987. A entidade reconhece o Sport como campeão de 1987, apesar da mesma entender que o reconhecimento do título de campeão nacional de 1987 também ao Flamengo não iria contrariar os limites da coisa julgada, com a CBF demonstrando assim que não concordou com a decisão judicial e que a acatava (reconhecer o Sport como legítimo campeão Brasileiro de 1987) apenas pela obrigação de cumprir a ordem estipulada pela justiça, pois segundo a CBF, os dois eram considerados campeões.
Em 1988, o Flamengo conquistou o Troféu Colombino sobre o Recreativo de Huelva, em torneio que contou também com a participação de Cruzeiro e Real Zaragoza. Também naquele ano, o mais querido conquistou a Copa Kirin ao vencer na final o Bayer Leverkusen por 1 a 0, gol de Zico. O torneio também contou com a participação da Seleção Chinesa e da Seleção Japonesa.
Em toda sua trajetória pelo rubro-negro, Zico marcou 568 gols, tendo sido o maior artilheiro da história do clube. Em 1990, diante de um Maracanã lotado, Zico faria a sua partida de despedida pelo Flamengo.
Mesmo sem seu grande craque, os primeiros anos da era pós-Zico foram de glória para o Flamengo. A primeira conquista nacional foi a segunda edição da Copa do Brasil em 1990 contra o Goiás. Entre o fim de 1990 e ao longo de 1991 o Flamengo, agora comandado por Júnior, devolveu a "quina" em cima do rival Vasco da Gama, conquistando cinco vitórias seguidas, e conquistando o Estadual de 1991. Ainda naquele ano, o Flamengo conquistou a primeira edição da Copa Rio, ao vencer o Americano na final por 3 a 0.
O ano de 1992 foi marcado pela conquista de mais um título nacional. O rubro-negro ficou apenas em quarto lugar durante a primeira fase da competição, classificando-se, portanto, para o Grupo 1 da segunda fase. Nesta etapa, ficou em primeiro lugar, e garantiu vaga para enfrentar o Botafogo, campeão do Grupo 2, na final do Campeonato, fazendo a segunda final entre times cariocas na história do Brasileirão.
Na primeira partida, o Flamengo deu um baile nos alvinegros, e com uma grande atuação fez 3 a 0, ainda no primeiro tempo, com gols de Júnior, Nélio e Gaúcho. Com isso, precisou apenas empatar em 2 a 2 no segundo jogo, em 16 de julho, para sagrar-se campeão brasileiro, diante de 122 mil pessoas, que além do título, assistiram a uma jogada imortalizada no futebol brasileiro: o drible de Júnior que deixou Renato Gaúcho sentado em campo. Depois da conquista do título brasileiro, o Flamengo disputou a Taça dos Campeões Brasileiros (nome oficial Taça Brahma dos Campeões). O torneio foi um campeonato realizado por uma empresa cervejeira do Brasil, a Brahma. O torneio envolveu o Flamengo (Campeão brasileiro de 1992 e o Paraná (Campeão brasileiro de 1992 - Série B) em uma partida para comemorar os títulos de ambos. Sendo vencida pelo Flamengo. Ainda em 1992, o Flamengo chegou as semifinais da Supercopa Libertadores, porém, foi eliminado pelo Racing. 

### 1993 a 1998: crise financeira, centenário e contratação de Romário
Após o título brasileiro de 1992, o clube entrou em uma grande crise financeira e as conquistas nacionais e internacionais tornaram-se menos frequentes, embora no geral a equipe continuasse a ganhar alguns campeonatos de forma regular, sendo um dos poucos clubes brasileiros que nunca sofreu um considerável jejum de títulos. Em 1993, O Flamengo venceu o Kashima Antlers e conquistou a Pepsi Cup, em partida que marcou a despedida de Zico do futebol japonês. Alguns dias depois, o Flamengo venceu o Bayern de Munique por 3 a 1, na final do Torneio Internacional de Kuala Lumpur que também contou com a participação Dundee United, Leeds United, Selangor e a Seleção da Austrália. No fim de 1993, o Flamengo perdeu a final da Supercopa Libertadores para o São Paulo. Em 1995, ano do seu centenário, o radialista Kléber Leite assumiu a presidência do clube e contratou o atacante Romário, então o melhor jogador do mundo, que estava no Barcelona. Mesmo com Romário (que nesse ano brigava contra Túlio e Renato Gaúcho pelo "título" de Rei do Rio) e outros craques que foram contratados, como Edmundo e Branco, o ano do centenário rubro-negro não foi vitorioso. O Flamengo conquistou apenas a Taça Guanabara, com três gols de Romário contra o Botafogo. No Campeonato Brasileiro o clube quase foi rebaixado pela primeira vez na sua história, escapando após uma boa campanha no returno da fase de grupos. Foi vice-campeão da Supercopa Libertadores, com Apolinho como técnico. 

Em 1996, o Flamengo conquistou de forma invicta o Campeonato Carioca e a Taça Guanabara, vencendo o Vasco da Gama no último jogo da Taça Rio e conquistando o título por antecipação. Romário foi o artilheiro do estadual e Sávio o destaque da campanha do Flamengo na Copa Ouro Sul-Americana, onde o clube sagraria-se campeão sobre o São Paulo. Este foi o terceiro título internacional oficial do Flamengo.

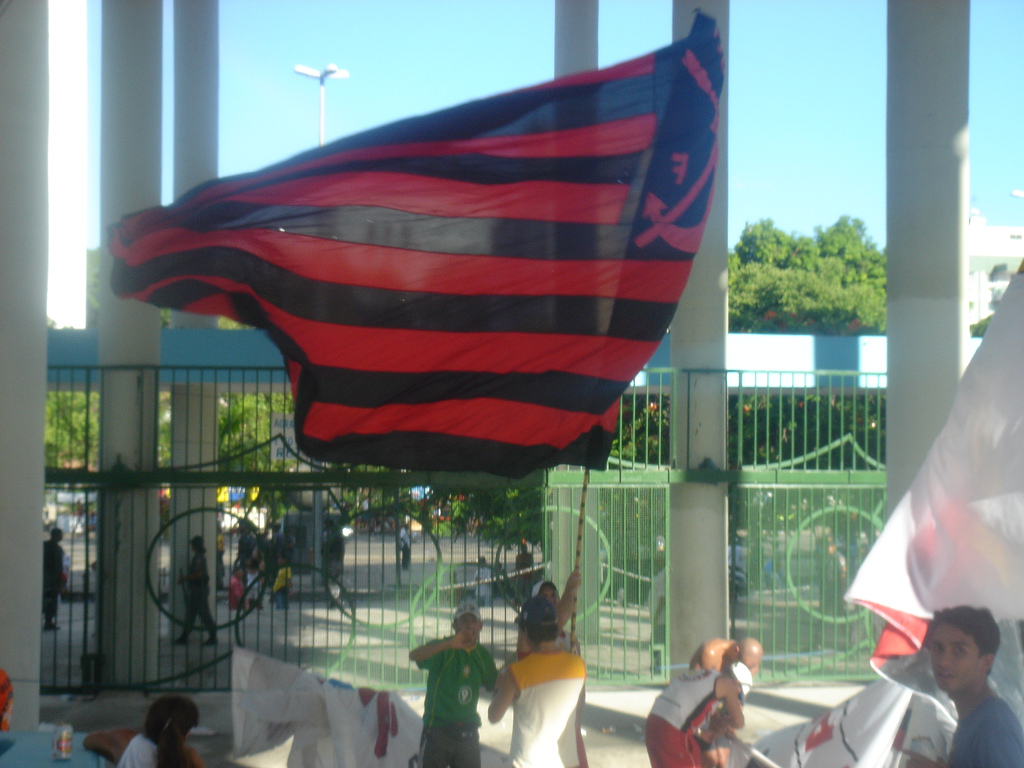
Bandeira do Flamengo na entrada do Maracanã.

Em 1997, o Mengão conquistou a Taça 147 Anos de Juiz de Fora e a terceira edição da Copa dos Campeões Mundiais sobre o São Paulo. O torneio reunia todos os clubes brasileiros campeões da Copa Intercontinental. Naquele ano, o Flamengo voltou a disputar o Troféu Cidade de Palma de Mallorca. Nas semifinais, o Flamengo enfrentou o Real Madrid. Dezenove anos antes as duas equipes haviam se enfrentado pelo mesmo torneio, e os rubro negros haviam vencido com três a menos. Naquela noite, novamente o Flamengo calou os torcedores madrilenos que encheram o Estádio Luis Sitjar. Maurinho, Lúcio e Sávio fizeram os três gols do Flamengo na goleada de 3 a 0. Na final o Flamengo perdeu de 2 a 0 para o Real Mallorca perdendo a chance do bicampeonato do torneio.
O ano de 1998 para o Flamengo foi provavelmente um dos mais melancólicos, o time acabou sendo vice-campeão do Carioca para o Vasco da Gama. No Brasileirão apenas brigou contra as últimas colocações, terminando a temporada sem nenhum título e com pouco dinheiro para investir em um elenco mais forte.

### 1999 a 2001 - Parceira com a ISL, investimento pesado em vários esportes eauge da rivalidade com o Vasco da Gama
Em 1999, assumiu Edmundo dos Santos Silva e, com ele, veio um contrato milionário com a empresa de marketing esportivo ISL. Representante da empresa afirmaram que em pouco tempo o clube seria o número 1 do Brasil no futebol, nos negócios e estaria na lista dos dez clubes mais bem sucedidos do mundo.
Para tentar bater de frente com o rival, o Vasco da Gama, presidido por Eurico Miranda, fechou com o Bank of America. Além de montarem os times de futebol mais estrelados do país (Flamengo com Gamarra, Petkovic, Alex, Denilson, Edilson; Vasco com Juninho Paulista, Juninho Pernambucano, Ramon e Euller), os clubes passaram a investir em diversas modalidades e contrataram ídolos para tentar bater de frente com o rival. A dupla Flamengo e Vasco investiu mais nos esportes olímpicos do que o próprio COB, patrocinando atletas de modalidades como basquete, volei, vôlei de praia, judô, vela e hipismo, e levaram, cada um, dezenas de atletas para os Jogos de Sydney, em 2000. Exemplos dessa rivalidade além do futebol pôde ser vista na natação, e nas quadras do basquete masculino e do vôlei feminino. No volei, o Vasco, liderado por Fernanda Venturini, foi campeão carioca em cima do Flamengo. Mas o rubro-negro, que tinha Virna e Leila, deu o troco, vencendo a final da Superliga de 2000–01 contra o mesmo Vasco.
Não à toa, Eurico Miranda chegou a dizer: "Eu fiz o Vasco ser o grande rival do Flamengo".
No futebol, apesar de campanhas ruins no Campeonato Brasileiro, o Flamengo se destacava em outras competições, tanto que sagrou-se tricampeão estadual (1999–2000–2001) todas elas em cima do Vasco da Gama. Pela Copa Mercosul, o Flamengo classificou-se às quartas-de-finais como segundo do Grupo E, ao lado do Olimpia (os chilenos Colo-Colo e Universidad de Chile foram os eliminados). Nas quartas, o rubro-negro, enfrentou o "rey de copas" Independiente. No primeiro jogo, Fábio Baiano abriu o placar, Calderón empatou, 1 a 1. Em casa goleada do Flamengo por 4 a 0. Nas semifinais, novamente o Flamengo fez sua parte em casa e goleou o Peñarol por 3 a 0. No Uruguai, derrota por 3 a 2. Esta partida tornou-se notória por conta da pancadaria generalizada no final do jogo entre os jogadores das 2 equipes. Este episódio foi eleito a 13ª maior briga da história do futebol pela revista argentina "El Gráfico". O Flamengo chegava assim a final, onde enfrentaria o Palmeiras. A equipe paulista era a atual campeã da Copa Libertadores da América e tinha acabado de ser vice-campeã mundial, em uma dolorida derrota para o Manchester United no Japão. O título da Mercosul serviria para amenizar a frustração. Novamente, o primeiro jogo do Flamengo seria no Rio de Janeiro. Vitória do Flamengo, 4 a 3. Na segunda partida, Arce fez 1 a 0 para os paulistas. Só que o Flamengo virou. Rodrigo Mendes jogou muito. O Palmeiras ainda conseguiu marcar 3 a 2.
Aí, do nada, surgiu a estrela iluminada do atacante Lê, muito questionado pela torcida. Ele entrou no fim do duelo e marcou o gol do título, calando o Estádio Palestra Itália. O improvável 3 a 3 deu a taça da Copa Mercosul ao Flamengo e tornou o fim de 1999 mais feliz para a maior torcida do Brasil.

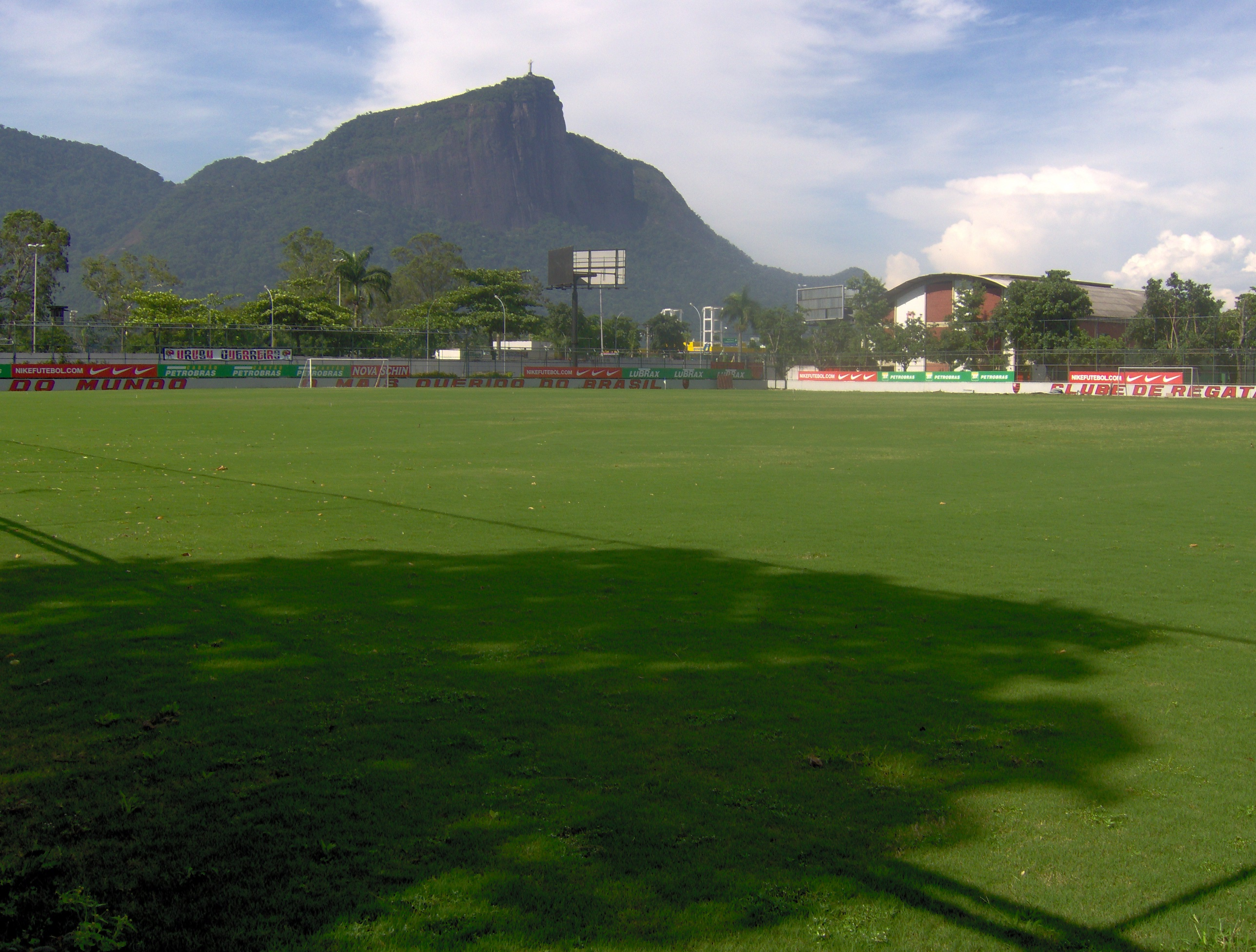
Estádio da Gávea.

Em 2001, o Flamengo conquistou a Copa dos Campeões. Participaram da Copa os vencedores do Campeonato Carioca, Campeonato Paulista, Torneio Rio-São Paulo e Copa do Nordeste. Além destes, os finalistas da Copa Sul Minas e os do triangular realizado entre os vencedores da Norte, Centro-Oeste, e o vice da Nordeste. Na final, em dois jogões, o Flamengo conquistou o título sobre o São Paulo. Na primeira partida venceu por 5 a 3. Na segunda, perdeu por 3 a 2. Porém, a vitória tricolor não foi o suficiente para tirar o título da Gávea. Pela Copa Mercosul, o Flamengo ficou como vice-campeonato ao perder para o San Lorenzo nos pênaltis, depois de eliminar equipes como Independiente (quartas-de-final) e Grêmio (semifinais). Também em 2001, o Flamengo escapou do rebaixamento à Série B na última rodada do torneio e iniciou uma série de campanhas ruins no Campeonato Brasileiro, em quatro delas lutando contra o rebaixamento.

### 2002 a 2006 - Falência da ISL, maior dívida do país e brigas contra o rebaixamento
Em 2002 a ISL faliu, por razões alheias ao contrato com o Flamengo, e o clube ficou sem seu parceiro milionário. Sem dinheiro para manter o grande time montado, deu-se início a uma péssima fase no futebol rubro-negro que se tornava àquela altura o time mais endividado do país com mais de R$ 100 milhões negativos. No mesmo ano, Edmundo dos Santos Silva foi afastado da presidência acusado, entre outras coisas, de improbidade administrativa, em uma votação bastante conturbada e polêmica (há denúncias de que não havia o quórum exigido no Estatuto do Clube). Até hoje, não foi comprovada a veracidade dessas acusações a não ser as de sonegação de impostos, que foram assumidas pelo ex-presidente. Sem dinheiro para grandes contratações, o Flamengo não conseguiu formar equipes competitivas e por pouco não foi rebaixado no Campeonato Brasileiro em 2002, 2004 e 2005.
A falência da ISL trouxe sérios problemas na Justiça Trabalhista, salários atrasados e dívidas enormes com jogadores, deixaram o Flamengo com a maior dívida do país, em todos os aspectos (curto, longo prazo, trabalhista, previdenciária, etc).

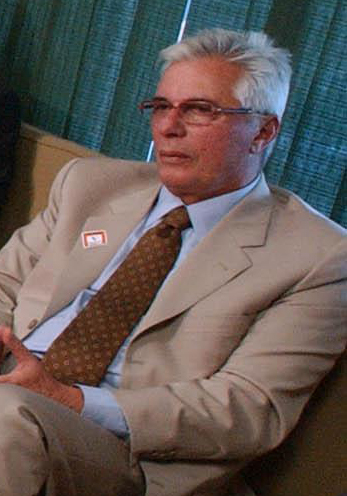
Márcio Braga, dirigente mais vitorioso da história do clube retornou para comandar o rubro-negro entre 2004-2009.

Em 2003 e 2004, ainda conseguiu chegar à final da Copa do Brasil. No primeiro ano, perdeu para o Cruzeiro. Na segunda vez, perdeu para o Santo André, em pleno Maracanã.
Ao final de 2003, Márcio Braga ganha a eleição para o triênio de 2004-2005-2006 e retorna a presidência do clube após longos anos afastado. O presidente com mais de 5 mandatos e mais vitorioso da história do clube traça um único objetivo: Resgatar a credibilidade do clube carioca que há mais de 10 anos não tinha. 
Em 2004, o Flamengo conquistou seu 28º título estadual, em cima do rival Vasco da Gama. No campeonato nacional de 2004, o Rubro Negro brigou contra o rebaixamento a competição inteira, até chegar na última rodada precisando ganhar para evitar a queda. O clube acabou vencendo o Cruzeiro por 6 a 2, ficando apenas 3 pontos acima do primeiro rebaixado. Em 2005, o Flamengo fez um dos piores anos de sua história. No começo do ano, não conseguiu conquistar a Copa Finta Internacional, e no Campeonato Brasileiro lutou até as últimas rodadas para se safar do rebaixamento, o que só foi conseguido após a chegada do técnico Joel Santana quando, em nove jogos disputados sob o seu comando, o time conseguiu seis vitórias e três empates, evitando assim a disputa da Segunda Divisão em 2006.

### 2006 a 2009: o início de novos tempos e o fim da espera

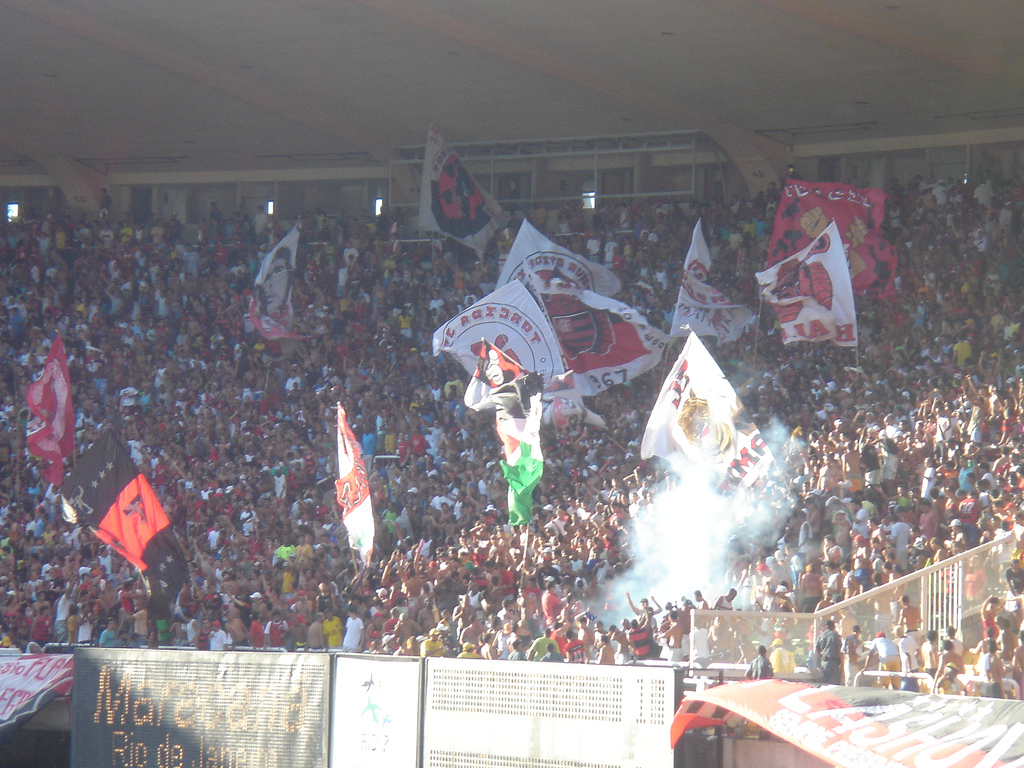
Torcida no Maracanã.

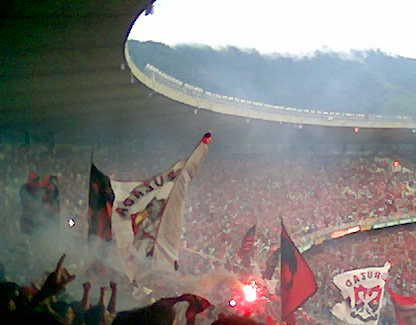
Torcida do Flamengo no Maracanã em 2007.

Em 2006, chegou pela quinta vez à final da Copa do Brasil, porém desta vez conseguiu conquistar o título sobre o rival Vasco da Gama. Um fato curioso foi a demissão do técnico Waldemar Lemos, mesmo após a classificação da equipe para as finais da competição; para o seu lugar foi contratado Ney Franco. Com as eleições, Márcio Braga se reelegeu para o triênio de 2007-2008-2009.
Em 2007, paralelo à disputa da Copa Libertadores da América, o Flamengo conquistou a Taça Guanabara. Na final do estadual contra o Botafogo, o Flamengo sagrou-se campeão nos pênaltis. Na Libertadores foi eliminado pelo Defensor Sporting, do Uruguai, nas oitavas de final. Na partida de ida, perdeu por 3 a 0 em Montevidéu e venceu por 2 a 0 o jogo de volta.[carece de fontes?] O Campeonato Brasileiro de 2007 prometia ser um dos piores da história do Clube de Regatas do Flamengo. Durante a disputa, o técnico Ney Franco foi demitido e o clube contratou novamente Joel Santana. Nesse ponto, o clube almejava apenas sair da zona de rebaixamento e talvez conquistar uma vaga na Copa Sul-Americana, porém a equipe conseguiu uma das maiores arrancadas da história do Brasileirão de Pontos Corridos, saindo da 18° posição e terminando em 3°. Paralelo a isso, a torcida voltou a lotar o Maracanã, quase todos os jogos mais de 65 mil, chegou até ao maior público dos últimos anos com mais de 82 mil presentes no Maraca, feitos que deram clube a melhor média de público. Ali o Flamengo foi embalado pelo hit "Festa na favela", uma adaptação da música "Poeira" de Ivete Sangalo. Ao final do campeonato o Flamengo havia conquistado o direito a uma vaga na Copa Libertadores da América de 2008. O mandatário Márcio Braga, dirigente que estava presente no time desde os anos 70, afirmou emocionado que havia resgatado o respeito do Flamengo, o clube voltava a fazer uma grande campanha no campeonato brasileiro, o que não ocorria desde seu último título brasileiro, em 1992. A torcida então deixava de lado as inúmeras brigas na parte de baixo da tabela e se deparava com novos tempos.
No primeiro turno do Campeonato Carioca de 2008 conquistou a Taça Guanabara e, posteriormente na final, o Campeonato Carioca, ambos sobre o Botafogo. Na primeira fase da Libertadores terminou com a segunda melhor campanha desta fase do campeonato. Nas oitavas de final enfrentou o América. No primeiro jogo aplicou uma goleada de 4 a 2 sobre o adversário, em pleno Estádio Azteca. Contudo, no jogo de volta, despedida do treinador Joel Santana que iria treinar a seleção da África do Sul, foi eliminado, perdendo a partida vexatoria no Maracanã por 3 a 0. No Campeonato Brasileiro, o Flamengo teve um início avassalador com o novo treinador promissor Caio Júnior, porém jogadores importantes do elenco foram vendidos ao longo da competição, o time perdeu forças e pontos preciosos perdidos em casa custaram-lhe não só a chance de conquista do título quanto a classificação para a Copa Libertadores em 2009, terminando no 5°Lugar. Com o investimento alto e nenhuma conquista, o retorno financeiro não veio, crescendo as dívidas do clube e fazendo com que a Petrobras que também estava em crise e tinha uma parceria com o clube desde os anos 80 quebra-se. O ano de 2009 para o clube prometia ser difícil sem nenhum patrocinador. Porém, com o descenso do rival Vasco em 2008 à Série B, o Flamengo mantém-se como o único clube carioca nunca rebaixado no Campeonato Brasileiro.

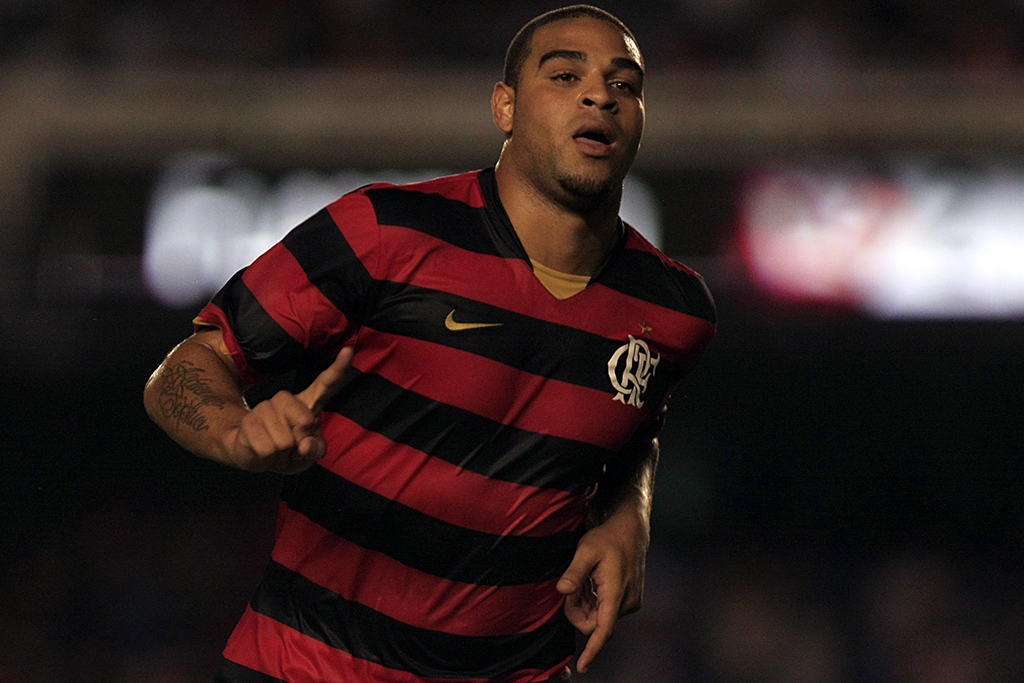
Adriano foi um dos líderes na conquista do Campeonato Brasileiro de 2009.

Na Taça Rio de 2009, o time superou o Botafogo na final, conquistando o título e o direito à disputa do estadual. Nas finais, assim como em 2007, a decisão foi para os pênaltis. O título marcou o quinto tricampeonato estadual do clube (2007–2008–2009), e o deixou pela primeira vez líder absoluto em número de conquistas estaduais: 31, contra 30 do Fluminense. Na Copa do Brasil, o clube foi eliminado pelo Internacional, após empate por 0 a 0 no Maracanã e uma derrota por 2 a 1 que encerrou a participação do clube na competição.[carece de fontes?] Para o campeonato brasileiro o clube tinha contratado dois reforços de peso, Adriano Imperador que retornava da Europa após passagem turbulenta e Petković, como forma de perdoar a dívida do sérvio. Em 22 de julho de 2009, Cuca foi demitido do clube. Com Andrade como substituto, o time embalou no Campeonato Brasileiro e, com uma incrível recuperação no segundo turno jamais vista, o clube que chegou a ficar a 13 pontos atrás do então líder Palmeiras, assumiu a liderança na penúltima rodada, após vencer o Corinthians por 2 a 0 e com a derrota do São Paulo de 4 a 2 para o Goiás. Em 6 de dezembro o clube precisava vencer para confirmar o título, num jogo tenso no Maracanã com mais de 78 mil presentes contra o Grêmio que saiu na frente no placar, mas o Flamengo virou o jogo para 2 a 1 e conquistou a taça de campeão após 17 anos. Conquistou 67 pontos, menor pontuação de um campeão na atual fórmula do Brasileirão, tendo sido também o campeão com menos rodadas na liderança (duas: penúltima e última) e que não conseguiu o primeiro lugar nem na tabela do primeiro turno (ficou em décimo) nem na tabela que considera apenas os jogos do segundo turno (ficou em segundo). O então presidente Márcio Braga se despedia do cenário do Rubro negro, o presidente foi o mais vitorioso em título ao longo de seus 7 mandatos. Para o triênio de 2010-2011-2012 assumiria Patrícia Amorim, grande atleta olímpica do clube. Era a primeira presidente mulher da história do Flamengo.

### 2010 a 2012: fuga do rebaixamento e a crise
Em 2010, o Flamengo apostava em conquistar diversos títulos e para isso, trouxe como reforço o atacante Vágner Love. Adriano e Vágner passaram a formar uma dupla de ataque que muitos torcedores apelidaram como "Império do Amor". No início do estadual começaram até goleando várias equipes, provando seu favoritismo. Porém, Na Taça Guanabara foi eliminado na semifinal pelo Botafogo pelo placar de 2 a 1. Na Taça Rio voltou a perder para o Botafogo pelo mesmo placar, desta vez na final terminando a esperança do tetracampeonato estadual.
Já na Copa Libertadores da América, o Flamengo classificou-se na última vaga para as oitavas-de-final, após uma campanha com três vitórias, um empate e duas derrotas. Mesmo com a classificação apertada, o treinador Andrade foi demitido. O Flamengo foi eliminado da competição pelo Universidad de Chile, no critério do gol fora de casa (perdeu por 3 a 2 no Maracanã e venceu por 2 a 1 em Santiago). Após a eliminação, Adriano e Vágner Love deixaram o rubro-negro e o clube entrava em um desgaste interno turbulento com o caso Bruno. O goleiro acabou sendo demitido do time. No segundo semestre, o Flamengo começou o Campeonato Brasileiro de forma irregular, o que ocasionou a demissão do técnico Rogério Lourenço. Rapidamente Silas foi anunciado como o novo treinador do clube, mas continuaram os maus resultados, e Silas também foi demitido. No dia 5 de outubro, foi anunciado o novo técnico, Vanderlei Luxemburgo, que assumiu o comando com a missão de tirar o Flamengo de perto da zona de rebaixamento e com a meta de classificar a equipe para a Copa Sul-Americana de 2011. Após findar com o risco de rebaixamento na penúltima rodada, o Flamengo ficou com a última vaga para a competição sul-americana e finalizou o Campeonato Brasileiro como a equipe com mais empates (17).

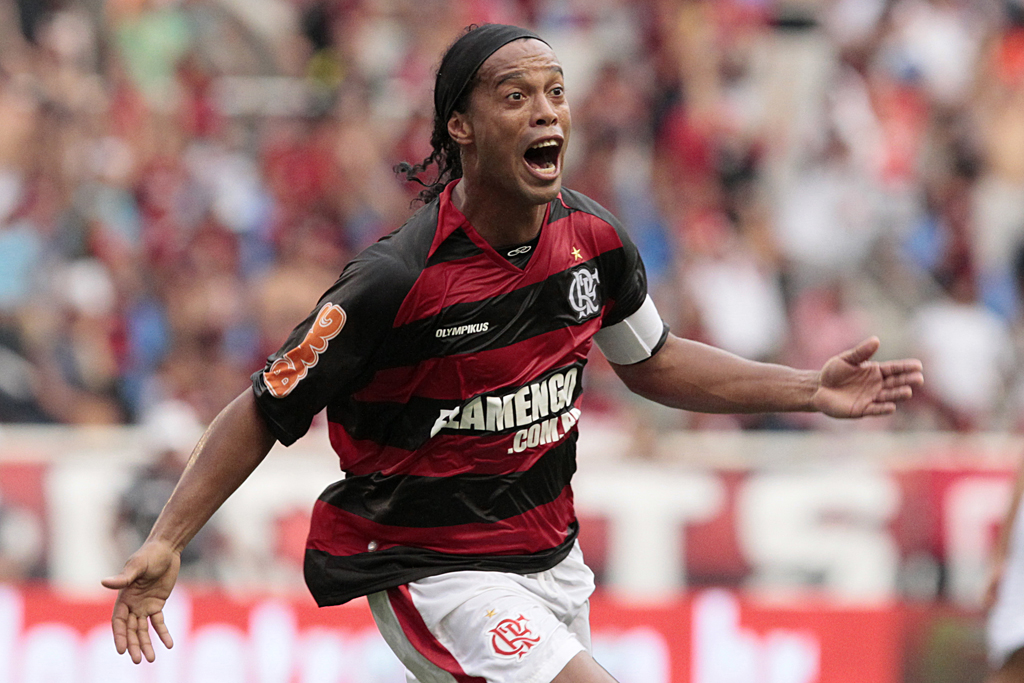
Ronaldinho foi uma das grandes contratações em 2011

Em 2011, o clube ousou em seu planejamento visando a conquista de todos os títulos que ia disputar e fechou a contratação de três meias armadores de peso: o argentino Darío Bottinelli, Thiago Neves, ídolo do rival Fluminense e o astro Ronaldinho Gaúcho, sendo essa uma negociação arrastada, disputando o jogador com o Grêmio, por onde começou a carreira e o Palmeiras. O Flamengo conseguiu fazer uma incontestável campanha no Campeonato Carioca de 2011, realizando uma campanha invicta e sendo campeão direto. No entanto, esse foi o único título do clube nesse ano. Foi eliminado pelo Ceará na Copa do Brasil e pela Universidad de Chile na Copa Sul-Americana, esse vencendo no Engenhão pelo placar de 4 a 0. Começou o Campeonato Brasileiro com uma excelente campanha, chegou a fechar quase o turno inteiro invicto, mas a alta irregularidade custou o título da competição, quando finalizou no quarto lugar, se classificou para a Libertadores de 2012. O ano também marcou a despedida de dois ídolos do clube: o meia-armador Dejan Petković, que se aposentou do futebol, e o zagueiro Ronaldo Angelim, posteriormente retomando sua carreira no Grêmio Barueri.
O clube iniciou a pré-temporada de 2012 com salários atrasados, jogadores insatisfeitos e uma relação abalada entre o então técnico Vanderlei Luxemburgo e o elenco, principalmente com Ronaldinho Gaúcho, que depois rescindiria seu contrato na justiça cobrando a quantia de 40 milhões de reais. Antes, o meia-armador Thiago Neves acabou se transferindo o Fluminense em uma arrastada negociação com o Al-Hilal, além de ceder o zagueiro Alex Silva para o Cruzeiro depois de problemas judiciais. Apesar de tudo, o clube conseguiu trazer de volta o centroavante Vágner Love e contou com a volta de diversos jogadores que vinham sendo emprestados. Joel Santana foi contratado para o lugar de Luxemburgo, e comandou o Flamengo nas eliminações no Campeonato Carioca e na Libertadores. Para o restante da temporada, o clube reformulou seu elenco, dispensando atletas e trazendo mais reforços, dentre eles o retorno de Ibson.
O Fla estreou no Campeonato Brasileiro de 2012 contra o Sport, no Recife, onde empatou por 1 a 1, e continuava jogando no mal no torneio com mais empates diante de Internacional e Ponte Preta nas rodadas seguintes. A primeira vitória foi conquistada na 4ª rodada, diante do Coritiba, por 3 a 1, no Engenhão, com uma atuação bastante contestável. A primeira derrota aconteceu duas rodadas depois: 2 a 0 para o Grêmio, em Porto Alegre. O técnico Joel Santana foi demitido após as derrotas para Corinthians e Cruzeiro, após a 11ª rodada
Dorival Júnior assumiu o comando com a missão de afastar o Flamengo da zona de rebaixamento no campeonato. Logo no primeiro jogo do novo comandante, empate sem gols com a Portuguesa, no Rio de Janeiro, numa partida fraca tecnicamente. Em seguida, uma goleada sofrida para o São Paulo, fora de casa, colocava em xeque as carências do elenco. Dorival conseguiu a primeira vitória no comando do time, ao derrotar o lanterna Figueirense em Florianópolis por 2 a 0.
Porém, depois de terminar o primeiro turno em 9.º, e com possibilidades de classificação à Copa Libertadores de 2013, a equipe ficou sete jogos em vencer, ficando uma posição acima do Z-4, e com a pior campanha do segundo turno. O jejum foi encerrado com a vitória de virada sobre o lanterna Atlético Goianiense, por 2 a 1, no Serra Dourada. A vitória diante do Atlético Mineiro, no Engenhão, marcou o reencontro do ex-camisa 10 da Gávea, Ronaldinho com a torcida rubro-negra, após a saída conturbada do meia. A equipe se livrou de qualquer possibilidade de rebaixamento depois de vencer o Náutico por 1 a 0 no Recife. Na rodada seguinte, ainda contribui para o rebaixamento do Palmeiras. Finalizou o campeonato na 11ª posição, após um empate por 2 a 2 com o rival Botafogo.
O ano de 2012 fechava no vermelho para o Flamengo. O clube era visto como um dos piores dos grandes em termos de cumprir com suas obrigações, até dívida com conta de luz surgia na mídia. Para isso surgia a forte e favorita oposição nas eleições, a chapa de Wallim Vasconcellos, que prometia recuperar a questão financeira do clube. Wallim teve sua candidatura impugnada e entrou para seu lugar Eduardo Bandeira de Mello, apoiado por muitos, inclusive por Zico. Patrícia Amorim tentou a reeleição mas não conseguiu, Bandeira de Mello chegava ao poder máximo da instituição rubro-negra para o triênio de 2013-2014-2015, com a missão de evitar um colapso financeiro.

### 2013 a 2018: A gestão Bandeira de Mello: conquistas, fracassos e a incrível recuperação financeira
Ao final do ano anterior, as eleições no Flamengo elegeram Eduardo Bandeira de Mello como o presidente para o triênio 2013–2015, marcando o fim da era Patrícia Amorim no clube com a entrada da Chapa Azul (chamados pela torcida de "Blues") no comando. Com a promessa de renovação completa do clube, o ano começou com a vinda de reforços em sua maioria contestados. Jogadores como Elias, Carlos Eduardo e Paulinho se uniram ao elenco do ano anterior, que teve a perda de Vágner Love, "devolvido" ao CSKA em troca do perdão das últimas parcelas que o Flamengo devia pela sua compra na gestão anterior. Decisão visando sanear as finanças, que viu a dívida real do Flamengo ser divulgada por auditoria independente e avaliada em R$750 milhões.

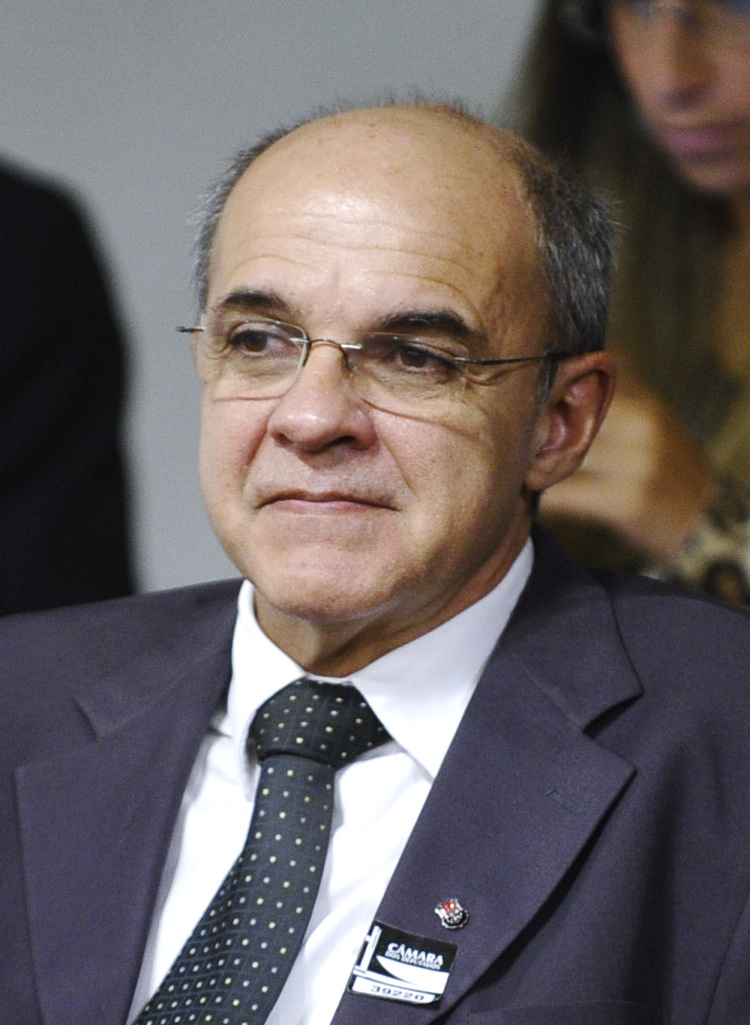
Eduardo Bandeira de Mello, presidente do Flamengo nos anos de 2013 a 2018, que se comprometeu a reverter o caos político e financeiro do clube.

Ainda sim, com um time bem organizado pelo então técnico Dorival Júnior, mantido no cargo pela diretoria, fez boa campanha na Taça Guanabara onde se classificou a fase final. Na semifinal, viria a perder o jogo para o Botafogo por 2 a 0. No começo da Taça Rio, balançando no cargo, Dorival não resiste à derrota de virada para o Resende (3 a 2) e é demitido. Ainda assim o treinador 1 ano mais tarde processou o clube por uma dívida milionária de salários e direitos de imagens atrasados chegando na casa dos R$ 11 milhões. Para seu lugar, assume Jorginho com a missão de levar o time à decisão da Taça Rio. Sem conseguir organizar o time, o Flamengo é eliminado ainda na fase de grupos do returno do Campeonato Carioca.
Com uma intertemporada forçada por conta da eliminação no Carioca, Jorginho chega a levar o time até a terceira fase da Copa do Brasil, passando por Remo e Campinense, mas faz péssima campanha no Campeonato Brasileiro culminando na derrota em casa para o Náutico por 1 a 0, o que levou à sua demissão. Foi substituído por Mano Menezes que antes de assumir, viu Jayme de Almeida comandar o time na vitória por 3 a 0 em cima do Criciúma, em Criciúma. Mano começa resolvendo alguns problemas crônicos do time, melhora a colocação no Brasileiro e chega a eliminar o ASA na terceira fase da Copa do Brasil e logo em seguida o Cruzeiro nas oitavas de final, em jogo dramático no Maracanã com o gol da classificação marcado por Elias aos 43 minutos do segundo tempo. Contudo, a passagem de Mano foi abreviada pelo próprio. Após uma derrota de virada para o Atlético Paranaense no Maracanã (4 a 2), o técnico pede demissão alegando que não conseguiu implementar sua filosofia junto ao elenco do Flamengo.
Surpresa, a diretoria pensa em procurar um novo nome no mercado, mas sem opções que agradassem, recorrem ao interino Jayme de Almeida que assume com a missão de evitar o rebaixamento do time no Campeonato Brasileiro. Não apenas alcançou o feito na vitória por 1 a 0 contra o Corinthians no Maracanã, como levou o Flamengo à final da Copa do Brasil, passando por Botafogo (1 a 1 e 4 a 0) e Goiás (vitória por 2 a 1 em ambos os jogos). Na decisão, conquistou o título em cima do Atlético Paranaense, ironicamente o mesmo time que acabou fazendo Mano pedir demissão, empatando em Curitiba (1 a 1) com gol de Amaral, e vencendo no Rio de Janeiro (2 a 0) com gols de Elias e Hernane. Foi o terceiro título do Flamengo na Copa do Brasil, após 1990 e 2006. O título garantiu a classificação do time à Copa Libertadores da América de 2014, onde o clube não conseguiu passar da fase de grupos, culminando com uma derrota para o León, do México, por 3 a 2 em pleno Maracanã.
Ainda em 2014 o Flamengo chegou a final do Campeonato Carioca contra o Vasco da Gama. Com os dois resultados iguais (1 a 1) e polêmicas de arbitragem o Flamengo sagrou-se campeão estadual pela 33ª vez. No Campeonato Brasileiro, começou com atuações ruins e chegou a ocupar a última posição na tabela, terminando a competição antes da parada a Copa do Mundo FIFA de 2014 na zona de rebaixamento. Ney Franco, que havia substituído Jayme de Almeida no comando da equipe, deu lugar a Vanderlei Luxemburgo e o time melhorou no Brasileirão, fazendo uma campanha regular e terminando no meio da tabela (10ª colocação).
Luxemburgo retornou para sua quarta passagem como treinador do Flamengo dizendo que o principal objetivo para o restante da temporada era fugir do rebaixamento no Brasileiro. Paralelamente o time fazia uma boa campanha na tentativa de defender o título na Copa do Brasil, incluindo uma revertida de placar contra o Coritiba, nas oitavas de final. Após perder o jogo de ida por 3 a 0 no Couto Pereira, devolveu o mesmo placar no Maracanã e classificou-se nos pênaltis por 3 a 2. Alcançou as semifinais contra o Atlético Mineiro e abriu 2 a 0 de vantagem no jogo de ida em casa. Na volta, no Mineirão, ainda abriu o placar fazendo 1 a 0, mas sofreu 4 gols no restante da partida que decretou a eliminação da competição nacional.
O clube terminou o ano de 2014 com o maior lucro da história do futebol brasileiro, mesmo sem nenhuma venda significativa, superando o Santos, que fechou o ano de 2005 com um faturamento de R$ 63,167 milhões impulsionado pelas vendas de Robinho para o Real Madrid e de Léo para o Benfica. No mesmo fim de 2014, é publicado um balanço das dívidas dos times brasileiros, mostrando que todos haviam aumentado na época exceto, o Flamengo, que já havia diminuído sua dívida em até R$ 600 milhões e não era o mais endividado dos times.
Em 2015, durante o Campeonato Carioca, o lateral-direito Léo Moura, fez seu último jogo após 10 anos defendendo o clube para jogar no Fort Lauderdale Strikers, dos Estados Unidos. Com o término do estadual, o clube sequer chegou a final, eliminado pelo Vasco e como para o time era esperado o título carioca, acabou colocando uma pressão no técnico Luxemburgo que foi demitido após início ruim nas primeiras rodadas do campeonato nacional. Dias depois Luxa convocou coletiva no hotel em que estava hospedado e detonou a diretoria do clube, afirmando que não entendiam nada de futebol e geriam como uma empresa de negócios. Cristóvão Borges acabou assumindo o comando da equipe,mas após irregularidade e muita pressão da torcida, foi demitido 18 jogos depois. Para a disputa do Campeonato Brasileiro, o Flamengo, já com uma saúde financeira melhor, surpreendeu e contratou jogadores como Paolo Guerrero e Ederson para compor o elenco. Ao comando de Oswaldo de Oliveira o rubro-negro emplacou uma sequência de seis vitórias consecutivas e chegou a entrar na zona de classificação a Libertadores, mas sofreu com lesões de jogadores e sem peças de reposição terminou o Campeonato Brasileiro no meio da tabela. Ao final da temporada o clube mesmo sem conquista já era o mais valioso do futebol brasileiro e sua dívida já girava em torno de R$ 520 milhões. Em consequência, o Presidente Eduardo Bandeira de Mello foi reeleito para o triênio de 2016-2017-2018, prometendo títulos de peso enfim à torcida.

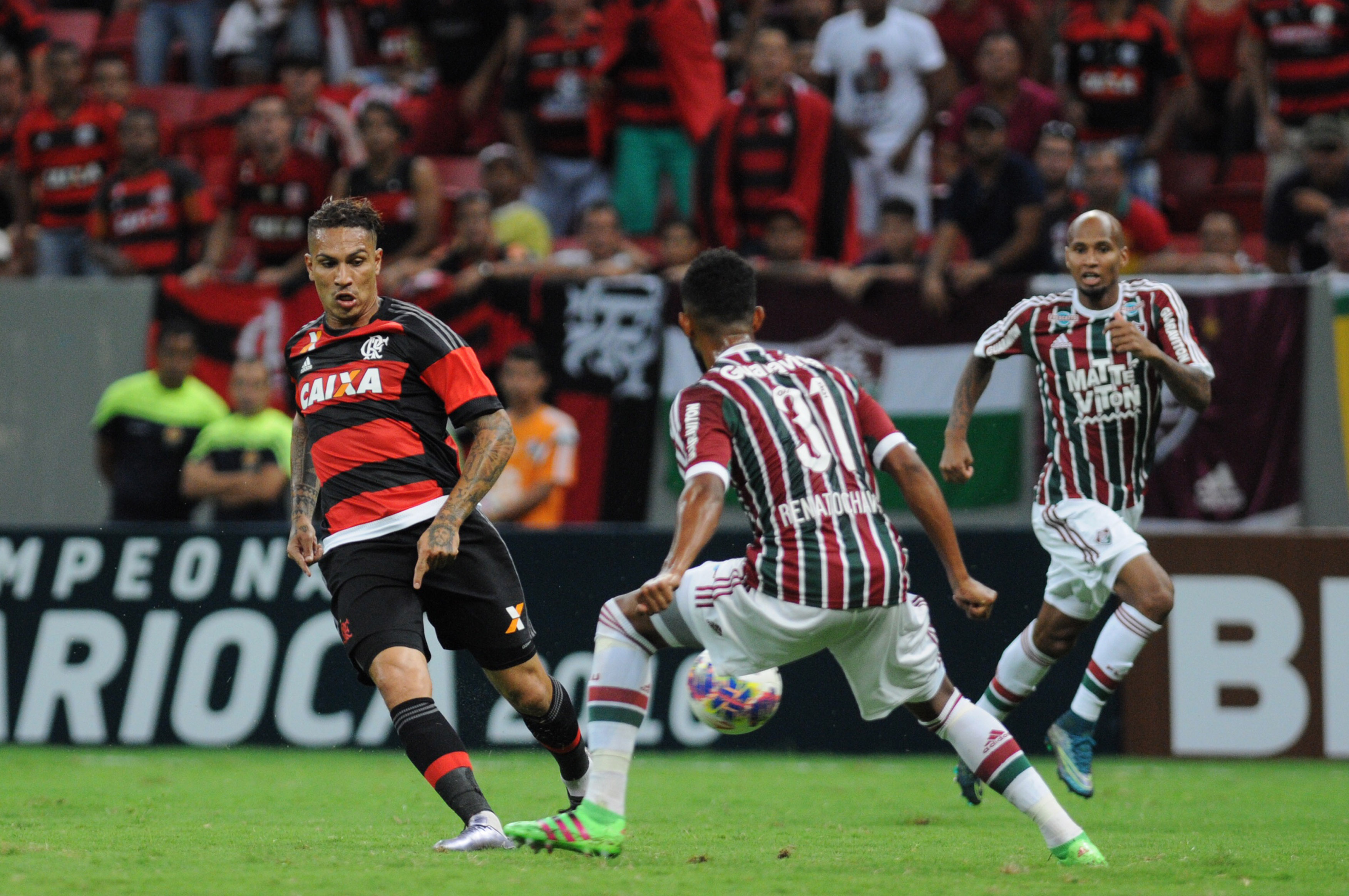
Fluminense e Flamengo pelo Campeonato Carioca no Estádio Mané Garrincha em 2016.

No ano de 2016, o clube começou a colher os frutos da boa gestão do presidente Eduardo Bandeira de Mello e anunciou Muricy Ramalho como novo técnico do clube. Porém, por conta de uma arritmia cardíaca, Murici deixou o comando da equipe, e Zé Ricardo campeão com a equipe sub-20 da Copa SP de Futebol Júnior foi oficializado como novo técnico do clube. A diretoria traçou um objetivo: a vaga na Libertadores, e contratou Réver e Leandro Damião, mas nenhuma dessas contratações foi tão comemorada pela torcida e repercutida pela imprensa como a de Diego, ídolo do Santos e com passagens por diversos clubes do futebol mundial. A equipe rubro-negra fez uma bela campanha chegando a ficar dez partidas sem perder e ameaçando, até então, o líder Palmeiras por quase todo o segundo turno. Na reta final, a equipe perdeu o ritmo e viu o Palmeiras se distanciar e ficar com título do Campeonato Brasileiro.

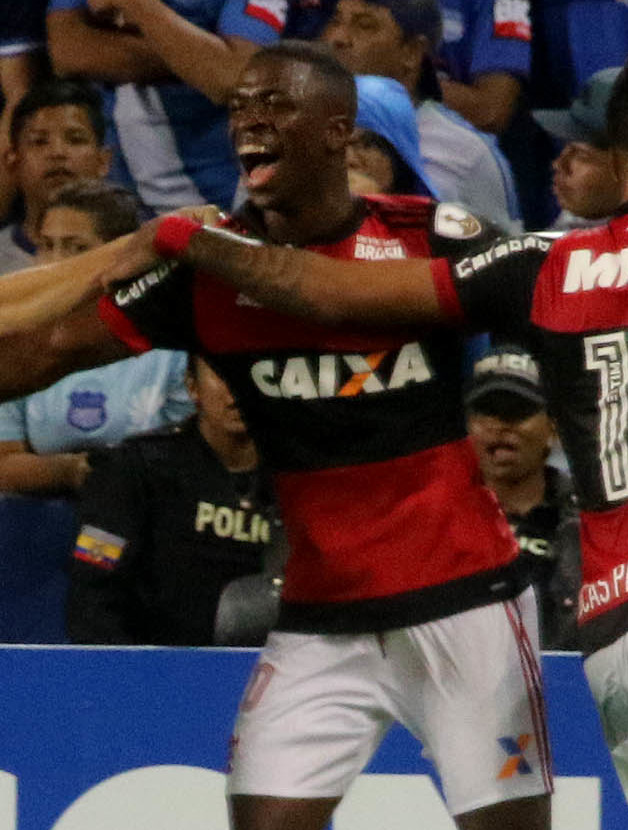
Vinícius Júnior, vendido em 2018 para o Real Madrid por R$164 milhões, na época a segunda maior venda do futebol brasileiro e a maior da história do Flamengo.

O ano de 2017 começou com boas atuações do time, vencendo o Campeonato Carioca invicto. Porém; foi eliminado na fase de grupos da Copa Libertadores sem vencer uma partida se quer fora de casa. O carrasco da vez que decretou a eliminação foi o San Lorenzo, que virou o jogo no último minuto (2 a 1). No Brasileirão começou de forma boa, porém a irregularidade e o distanciamento da liderança custaram o emprego de Zé Ricardo. O treinador deixava o clube com a marca de 90 jogos, como o maior treinador em jogos em uma única passagem pelo Flamengo no século XXI. Para a sequência da temporada novas contratações marcantes aconteceram: Éverton Ribeiro, Goleiro Diego Alves, um dos maiores pegadores de pênaltis do Campeonato Espanhol e a chegada do técnico colombiano Reinaldo Rueda, que havia sido campeão da Libertadores e finalista da sulamericana anteriores pelo Atlético Nacional. Pela Copa do Brasil, o time carioca ficou com o vice campeonato ao perder nos pênaltis para o Cruzeiro. Em razão da eliminação na Libertadores, a equipe disputou a Sulamericana, fazendo uma boa campanha e chegando a uma inédita final na competição internacional que não acontecida desde o início dos anos 2000. A final era esperada como um grande espetáculo, mais de 58 mil presentes no Maracanã, mas o time voltou a repetir erros crônicos, sendo superado pelo Independiente da Argentina após o empate por 1 a 1. No Brasileirão, terminou em 6º lugar, garantindo vaga direta na Libertadores de 2018 com gol de pênalti no último minuto de Diego na rodada derradeira da competição contra o Vitória no barradão. Com bons resultados, o Flamengo foi considerado o 6º melhor time do mundo, segundo os critérios da Federação Internacional de História e Estatística do Futebol (IFFHS). Um feito interessante do clube foi o de ser o único da Série A a não ter perdido nenhum dos dois jogos contra o campeão Corinthians, sendo também o único a ter marcado três gols e vencido por três de diferença contra o mesmo. Ao final de 2017 um estudo financeiro revelava uma esplêndida arrecadação financeira do clube carioca, o time foi considerado entre os 30 times do mundo que mais arrecadaram em 2017, fato se deu pela venda astronômica de Vinícius Júnior ao Real Madrid e às altas rendas em jogos decisivos do Maracanã, fora as vendas de camisas, programa sócio-torcedor. O Flamengo não se preocupava mais com dívidas na justiça, a mesma já estava praticamente administrada que girava em torno de R$ 420 milhões. A preocupação do rubro negro era mesmo sair da fila de títulos importantes. O time no mesmo ano foi comparado com o Barcelona Sporting Club pelo Romário nas suas devidas proporções.
Em 2018, conquistou apenas o título da Taça Guanabara, seu 21º. Foi eliminado da Taça Rio, Campeonato Carioca e Copa do Brasil na semifinal; na Taça Libertadores, foi eliminado nas oitavas. No Campeonato Brasileiro, conquistou o vice-campeonato, com a melhor pontuação até então de um vice-campeão nos pontos corridos, empatada com a do Atlético Mineiro de 2012, 72 pontos, sendo esta também a sua melhor neste formato (superando os 71 pontos de 2016), tendo sido o clube com maior número de rodadas na liderança, um total de treze (da terceira à quinta e da sétima à décima sexta rodada), uma a mais que o campeão Palmeiras. Novamente foi a única equipe a não perder para a equipe campeã. Ao final do ano, o então vice-presidente Ricardo Lomba se candidatou para suceder Bandeira de Mello. Todavia o favorito Rodolfo Landim, que já havia feito parte da administração do Bandeira em 2013, com sua chapa foram os ganhadores para o triênio de 2019-2020-2021 da presidência do clube. Encerrava assim a Era de Eduardo Bandeira de Mello, um presidente fortemente criticado pelo futebol. Mas para outros , foi um dos mais importantes da história do Flamengo na questão da incrível recuperação financeira, para muitos, sem ele, talvez o Flamengo não chegaria ao pódio de um dos clubes mais ricos da América do Sul, fechando 2018 com a dívida em R$ 360,00 milhões e um faturamento de mais de R$ 500 milhões. A partir de agora, o Flamengo deixou para trás o seu passado de um clube devedor e sem credibilidade, para o clube-modelo do Brasil. Modelo em gestão, finanças e inclusive estrutura, visto que o clube agora tem seu novo CT nível Europa.

### 2019 a 2020: Avassaladora 'Era Jesus': A volta da glória eterna após 38 anos.
O ano de 2019 começava com a nova administração do clube. Os nomes principais eram: Rodolfo Landim, presidente, Marcos Braz retornando como vice de futebol e Bruno Spindel como diretor executivo. O técnico Abel Braga é contratado para comandar a equipe. Na pré-temporada, disputou a Florida Cup e se sagrou campeão ao vencer o Ajax e o Eintracht Frankfurt em torneio que também contou com a participação do São Paulo. Foi o primeiro torneio internacional ganho desde a Torneio See'94, na Malásia, em 1994 (tendo batido o Bayern de Munique na final: 3 x 1), e considerando conquistas de jogo único, o primeiro desde a Taça Desafio 50 anos da Petrobrás, disputada em 2003, contra o Racing, em Aracaju: 2 x 1.
No dia 8 de fevereiro, um incêndio no Ninho do Urubu matou dez jogadores da base e deixou outros três feridos.
No dia 21 de abril, o Flamengo conquistou no Maracanã diante de mais de 47 mil pessoas sobre o Vasco, o 35°título carioca com uma ampla vantagem nas duas finais (ambas 2x0 para o Flamengo). Nesta nova fase de administração, com os cofres cheios e em dia,  o Flamengo ficou marcado como o time das contratações milionárias sendo elas a de Bruno Henrique, Gabriel Barbosa - o Gabigol, Rodrigo Caio, Arrascaeta e até contratações a nível europeu como a do treinador português, Jorge Jesus, um dos maiores ganhadores do Futebol português, após Abel Braga se demitir em maio, além dos jogadores Gérson, Pablo Marí e os bombásticos laterais Rafinha e Filipe Luís.

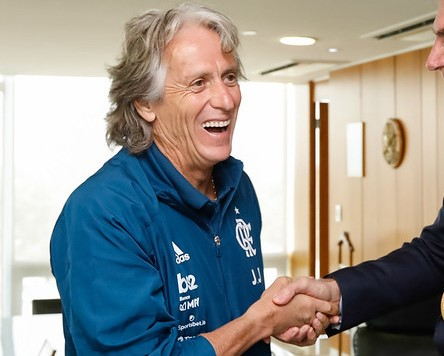
Português Jorge Jesus, o técnico ídolo do clube que comandou a equipe de junho de 2019 a julho de 2020.

Escalação histórica do Flamengo na final do Mundial de Clubes de 2019 contra o Liverpool.

Pela Copa Libertadores levou um susto nas oitavas de finais ao perder para o Emelec por 2 a 0 no jogo ida. Porém, com o apoio da torcida conseguiu empatar no Maracanã com dois gols de Gabriel Barbosa – o Gabigol. Na disputa por pênaltis, venceu por 4 a 2 e quebrou o trauma de eliminações precoces na competição continental. Quis o destino que quatro brasileiros caíssem na mesma chave e que até a final o Flamengo enfrentasse dois times gaúchos. Nas quartas, o Flamengo passou pelo Internacional: 2 a 0 e 1 a 1. O Flamengo retornava às semifinais da Libertadores após 35 anos e eliminou o Grêmio de Renato Gaúcho, até então considerado como franco favorito ao título da Libertadores e disputava o futebol mais bem jogado do país ao lado do rubro negro. A primeira partida em Porto Alegre foi um eletrizante 1 a 1, enquanto a volta, foi o histórico 5 a 0 do Flamengo em cima dos gaúchos. Após 38 anos o rubro-negro voltava a final da Libertadores. A grande decisão foi em jogo único, no Estadio Monumental "U", em Lima, no Peru. O adversário foi o River Plate, que era o atual campeão. O Flamengo perdia até os 43 minutos do segundo tempo, quando "Gabigol" empatou e dois minutos mais tarde virou: 2 a 1. O Flamengo voltava ao topo da América, conquistando o bicampeonato. Pelo Campeonato Brasileiro emplacou 21 jogos de invencibilidade e com quatro rodadas de antecedência sagrou-se campeão brasileiro, após derrota do Palmeiras para o Grêmio, um dia após a conquista da Libertadores. Era um final de semana mágico na vida de todos os torcedores rubro-negros. A campanha flamenguista quebrou diversos recordes, como exemplo, a maior diferença do líder para todas as demais colocações. Além disso, conseguiu repetir o feito do Santos de Pelé, que até então, era o único clube que havia conquistado o Brasileiro e a Libertadores no mesmo ano (1962 e 1963).
Na Copa do Mundo de Clubes, chegou à final após vencer de virada o Al-Hilal (3 a 1), enfrentando no jogo decisivo o Liverpool, o mesmo clube que há 38 anos enfrentou o Flamengo, valendo o título mundial, tendo o time de Zico se saído melhor. Em uma partida movimentada, o clube carioca acabou perdendo na prorrogação após gol de Roberto Firmino em um contra ataque do time inglês. Apesar da derrota por 1 a 0, o Flamengo demostrou muitas vezes jogar no mesmo nível que o gigante da Inglaterra, sendo, por perder apenas por um gol de diferença e na prorrogação, o melhor oponente de um europeu na final depois de 2012 e o sexto time a não perder no tempo normal (sendo o quinto sul-americano e quarto brasileiro). O ano de 2019 confirmava que os títulos importantes retornaram de vez para o rubro negro, após anos de fracassos, crises e inconstâncias.
Para a temporada de 2020, a CBF decidiu reeditar a Supercopa do Brasil, torneio este que havia sido disputado até então, apenas duas vezes, ainda no Século XX. Em partida única, no Estádio Mané Garrincha, em Brasília, o Flamengo goleou o Atlético Paranaense por 3 a 0 e se tornou o supercampeão do Brasil.
No duelo da Recopa Sul-Americana, enfrentou o Independiente dele Valle em dois jogos. Na primeira partida, em Quito, no Equador, empatou por 2 a 2 em uma partida marcada por uma arbitragem desastrosa. Na volta, mais de 70 mil pessoas lotaram o Estádio Maracanã. Gabriel Barbosa - o Gabigol abriu o placar. Logo em seguida Willian Arão foi expulso antes dos 30 minutos do primeiro tempo. Novamente a individualidade dos jogadores apareceram e em duas belas jogadas de Gabigol, Gerson marcou duas vezes: 3 a 0 e o Flamengo conquistava mais um título interncional, o primeiro de sua história no Maracanã. Após a conquista do Campeonato Estadual de 2020 encima do Fluminense, Jorge Jesus, deixou o comando do Flamengo para voltar ao comando do Benfica, mesmo tendo renovado o contrato 1 mês antes. O português deixou o rubro-negro com uma marca histórica, tendo o número de derrotas (4 revés) inferior ao número de titulos conquistados (5 titulos).

### 2020 a 2022: O bilionário Flamengo e o tricampeonato da Libertadores.

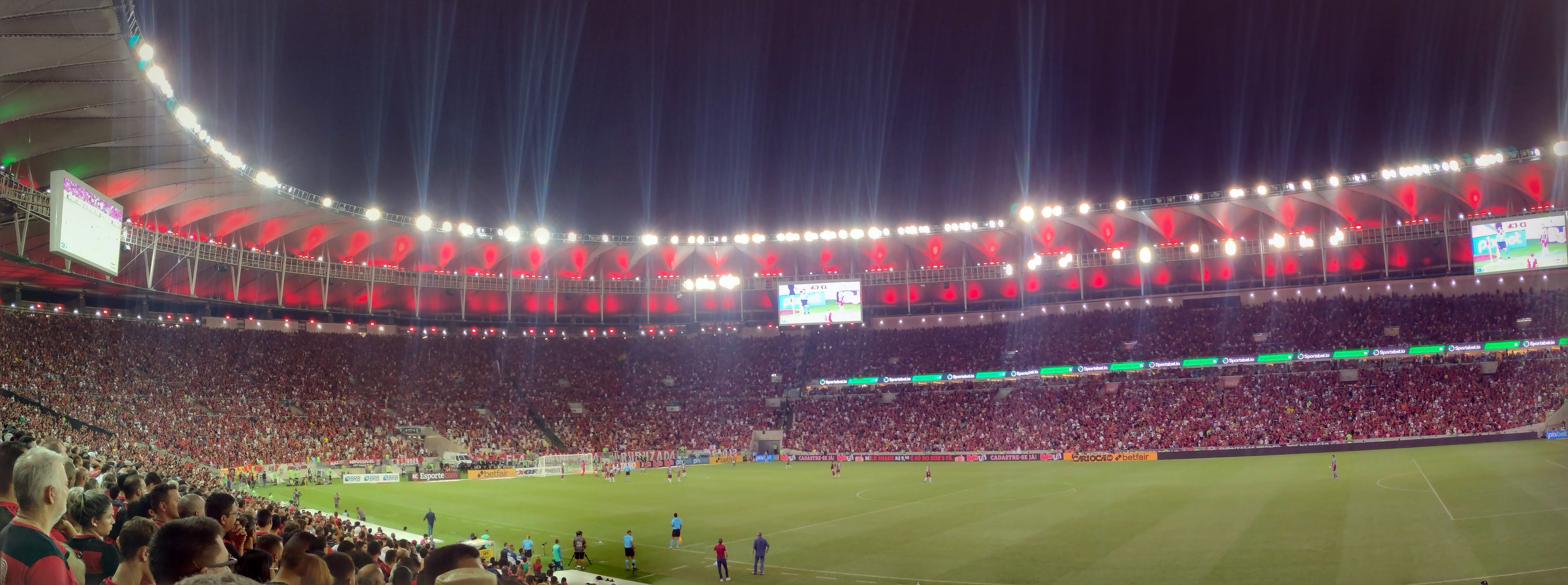
Maracanã lotado em um jogo do Flamengo em 2022.

Depois de conquistar um triplete com Jorge Jesus ainda em 2020, o Flamengo contratou Domènec Torrent, ex-auxiliar de Pep Guardiola. Apesar das expectativas, o time apresentou um futebol irregular com o mesmo, aplicando e sofrendo goleadas, de modo que as classificações na Fase de Grupos da Liberadores e oitavas da Copa do Brasil, o então terceiro lugar no Brasileirão e a sequência de 12 jogos sem perder, com 9 vitórias e 3 empates, não foram suficientes para manter Torrent, ante os resultados negativos com placares elevados, que saiu após 2 goleadas levadas em 3 jogos e com 62% de aproveitamento: 15 v, 5 e, 6 d; 46 gols marcados e 38 sofridos. O sucessor definitivo do espanhol foi Rogério Ceni: eliminado precocemente na Libertadores (nas oitavas, para o Racing-ARG) e Copa do Brasil (nas quartas, para o São Paulo), foi campeão do Campeonato Brasileiro de 2020, com um ponto a mais que o segundo lugar (71 x 70), tendo assumido a liderança, assim como em 2009, na penúltima rodada, em jogo com "cara de final" contra o Internacional, então líder com 1 ponto a mais, vencendo de virada por 2 a 1, com gols de Arrascaeta (29') e Gabriel Barbosa (63'). Apesar da derrota por 2 a 1 para o São Paulo na última rodada, o placar sem gols entre o Corinthians e o Inter manteve a liderança da rodada 38 com o time de Gabigol. Na campanha, 21 vitórias, 8 empates e 9 derrotas, marcando 68 vezes, sofrendo 48, com Ceni estreando na segunda rodada do segundo turno. Como conquistou a Supercopa de 2020, o Flamengo se tornou o terceiro time a vencer duas conquistas nacionais no mesmo ano (o primeiro foi o Palmeiras, em 1967, e o segundo o Cruzeiro, em 2003), além de ter conquistado uma quádrupla coroa, pois venceu também a Recopa e o Cariocão da mesma temporada.  
Em 2021, o Flamengo iniciava com ambição de conquistar todos os títulos possíveis, de cara já no primeiro semestre conquistou o carioca e a supercopa do Brasil em cima do rival Palmeiras, que para muitos se tornava o maior adversário do rubro-negro fora do Rio de Janeiro. Após um início ruim de campeonato brasileiro, Rogério Ceni acaba demitido em plena madrugada do dia 10 de julho de 2021 e dá passagem para Renato Gaúcho assumir o time. Segundo Portaluppi, era a realização de um sonho de carreira. Com Renato, o Flamengo teve resultados positivos, aplicando goleadas colossais e jogando um lindo futebol, colocando a equipe em sua terceira final de Libertadores e brigando pelo título brasileiro até as últimas rodadas. Na final de 2021 da Copa Libertadores, o Flamengo acabou derrotado pelo Palmeiras na prorrogação no placar de 2 a 1 e pelo brasileiro acabou terminando com o vice-campeonato, feito que gerou uma pressão devido as expectativas criadas pela torcida e que culminou pela não permanência de Renato em 2022.
Em 2022, o clube decide apostar na contratação do português e então técnico da seleção polonesa Paulo Sousa, com a inspiração no ano mágico de 2019. Porém, o treinador acaba sendo dispensado em julho, após maus resultados. A diretoria então traz de volta para a terceira passagem o já conhecido técnico Dorival Júnior para o resto da temporada. Os meses foram passando o time engrenou com o novo treinador, chegando a quarta final de Libertadores e a oitava final de Copa do Brasil. O time dessa vez estava embalado com Pedro e Gabigol juntos no time titular e disputando artilharia, junto a torcida empolgada pondo mais de 60 mil no Maracanã a todo jogo. Na final da Copa do Brasil, a disputa foi contra o Corinthians no clássico das nações. O confronto estava a todo vapor, pois as equipes já haviam se enfrentado nas quartas da Libertadores, com dois triunfos do rubro negro. Na ida em São Paulo, a final fincou em 0 a 0, na volta dentro do Maracanã, fechou em 1 a 1, tendo a conquista do tetracampeonato rubro negro nas eletrizantes penalidades. Na finalíssima da Libertadores disputada no Monumental de Guayaquil, o adversário era o Athletico Paranaense. A equipe rubro-negra obteve o triunfo ao vencer por 1 a 0, com mais um gol em final do ídolo Gabigol, conquistando o tri da Libertadores, sendo agora o maior campeão brasileiro da Libertadores ao lado de Santos, Palmeiras, Grêmio e São Paulo. A campanha da Libertadores de 2022, ficou conhecida como a melhor da história da competição continental, com 13 jogos, 12 vitórias e apenas um empate. Ao fechar 2022, o Flamengo bateu seus prórprios recordes de arrecadação, fechando os cofres com seu faturamento bilionário de R$ 1,177 bilhões, sendo a primeira equipe do Brasil a ultrapassar 1 bilhão em faturamento.O capitão do time, Diego Ribas, ídolo e símbolo da reconstrução rubro-negra que chegou ao clube em 2016, se despedia do futebol junto ao companheiro que deixava a equipe após término de contrato Diego Alves, considerado um dos maiores goleiros do Flamengo que estava há mais de 5 anos no clube.

### 2023: Ano perdido
A temporada de 2023 era esperada como provavelmente a maior e mais vitoriosa da história do Flamengo, devido ao clube ter o elenco mais caro da América Latina possibilitando bater de frente em todas as competições, desde o mundial ao estadual. Dorival Júnior acabou não permanecendo para 2023 devido a divergências com a diretoria, dando passagem para a contratação do português Vítor Pereira. Na final da supercopa, o jogo no Mané Garrincha, colocava frente a frente novamente as duas equipes mais vitoriosas e ricas do país dos últimos 7 anos, Flamengo e Palmeiras. A partida eletrizante terminou em 4 a 3 para o alviverde. No mundial de clubes, o Flamengo acabou decepcionando, sendo eliminado na semifinal pelo time árabe Al-Hilal após perder por 2 a 3. na decisão do terceiro lugar, o clube venceu o Al Ahly por 2 a 4. Na decisão da Recopa, a equipe perde nos pênaltis para o Independiente del Valle diante de mais de 70 mil no Maracanã, gerando uma pressão absurda sobre o técnico português. Pelo campeonato carioca de 2023, mesmo jogando mal, o Flamengo chegou para a final e venceu no primeiro jogo o rival Fluminense por 2 a 0. Porém na partida de volta, tomou uma histórica goleada de 4 a 1, encaminhando mais uma decepção e vice-campeonato, o que ocasionou a demissão de Vítor Pereira. O badalado treinador argentino Jorge Sampaoli, é contratado para o restante da temporada com a missão de reconquistar a confiança do time e salvar a temporada com os títulos que restavam a ser disputados. Contudo, os resultados foram apenas novos fracassos: eliminação precoce na Libertadores para o Olimpia nas oitavas, uma série de brigas internas com agressões entre a comissão e até mesmo os jogadores entre si e o fatídico vice-campeonato da Copa do Brasil de 2023 para o São Paulo do ex-técnico Dorival Júnior. Com o ambiente insustentável, Sampaoli acaba demitido. Em outubro, após semanas de conversas e negociação, o técnico Tite, ex-seleção brasileira, decide assumir o Flamengo. Restando apenas o campeonato brasileiro em disputa, o Flamengo por tropeços acaba em 4°colocado, apenas a 4 pontos do campeão Palmeiras, encerrando a decepcionante temporada com 4 vices e nenhum título.

### 2024: A aquisição do terreno do tão sonhado estádio próprio e o penta da Copa do Brasil.
A temporada de 2024 do Flamengo, foi do início ao fim com altos e baixos. De cara em abril o clube conquistou o seu 38°título do  Campeonato Carioca em cima da sensação do estadual: o Nova Iguaçu, que não havia perdido nenhuma partida para os gigantes do Rio de Janeiro. Considerando as partidas em que o time titular disputou no estadual, a equipe de Tite conseguiu o feito de ser campeão sem sofrer nenhum gol - recorde absoluto -, sendo o único gol sofrido quando a equipe sub-20 foi a campo.
Devido a irregularidade da equipe, Tite acabou sendo demitido uma semana antes de completar 1 ano no cargo, logo após a eliminação da Libertadores para o Peñarol nas quartas de final. Faltando apenas 2 meses para o fim da temporada, o clube surpreende e anuncia como novo comandante da equipe o promissor treinador e ex-jogador do clube Filipe Luís, que já havia conquistado títulos importantes como técnico da base do Flamengo e chamava a atenção por suas ideias compatíveis ao DNA do clube. A performance do time carioca melhora, que chega a mais uma final de Copa do Brasil, contra o maior rival fora do Rio: Atlético Mineiro. Na 1°jogo dentro do Maracanã com mais de 65 mil espectadores, o time vence de 3 a 1 e na volta na Arena MRV com mais de 40 mil o jogo termina 0 a 1 para a equipe Carioca, conquistando seu pentacampeonato da competição e Filipe Luís conquistando seu primeiro título no profissional como treinador com apenas 10 jogos. 
Pelo Campeonato Brasileiro, o Flamengo chegou a flertar com o título, porém perdeu forças no segundo turno devido a irregularidade da equipe, terminando em 3°lugar. Na última rodada contra o Vitória diante de mais de 62 mil torcedores, foi marcada a histórica despedida de Gabriel Barbosa, o Gabigol. O jogador mais histórico e decisivo da história do time após Zico, para muitos o segundo maior ídolo da história.
O ano de 2024 ficou marcado também pela histórica compra do terreno para o futuro estádio próprio, localizado no Gasômetro. O clube conseguiu a aquisição pagando à vista por R$ 138.1 milhões. O projeto é que o estádio seja em modelo arena e que tenha uma capacidade de pelo menos 70 mil torcedores, com previsão de conclusão e inauguração para 15 de novembro de 2029.
A eleição para o cargo de presidente, marcou a despedida de Rodolfo Landim (2019-2024), presidente mais vitorioso da história recente do clube, que teve seu candidato Rodrigo Dunshee derrotado por Luiz Eduardo Baptista, o BAP. BAP, que já havia feito parte da administração de Landim e de Bandeira de Mello em 2013/2015, é eleito para o triênio 2025/2027 e promete profissionalizar a administração do clube.